# Queen
I Queen sono un gruppo musicale rock britannico, che si formò a Londra nel 1970 grazie all'incontro tra il cantante e pianista Freddie Mercury, il chitarrista Brian May e il batterista Roger Taylor; la formazione storica si completò poi nel 1971, con l'ingresso del bassista John Deacon.
La band, conosciuta come una tra le più importanti della scena musicale internazionale, ha venduto circa 300 milioni di dischi in tutto il mondo. Tra le canzoni più acclamate del quartetto si ricordano: Bohemian Rhapsody, inserita da critici e da sondaggi popolari tra le migliori canzoni di tutti i tempi, Somebody to Love, We Are the Champions, Don't Stop Me Now e Crazy Little Thing Called Love di Mercury, We Will Rock You, Who Wants to Live Forever, I Want It All e The Show Must Go On di May, Radio Ga Ga e A Kind of Magic di Taylor e Another One Bites the Dust, I Want to Break Free e Spread Your Wings di Deacon. La loro prima raccolta del 1981, Greatest Hits, risulta l'album più acquistato in assoluto nel Regno Unito, con oltre sei milioni di copie vendute.
Il gruppo ha riscosso nel corso degli anni un grandissimo successo di pubblico e ha avuto una forte influenza sulle generazioni e sui musicisti successivi. Nel 2001 la band è stata inclusa nella Rock and Roll Hall of Fame di Cleveland e nel 2004, nella UK Music Hall of Fame. Inoltre, i quattro membri della band sono stati ammessi nella Songwriters Hall of Fame. I Queen, che attinsero principalmente al rock progressivo, al glam rock e, soprattutto nei primi anni, all'hard rock, furono influenzati da generi musicali molto diversi, come heavy metal, gospel, blues rock, musica elettronica, funk e rock psichedelico.
Il punto di forza del gruppo erano i loro concerti (707 in 26 nazioni dal 1971 al 1986) che, animati da Mercury, considerato uno dei più carismatici frontman di sempre, si trasformavano in spettacoli teatrali; la loro esibizione al Live Aid è stata votata da un vasto numero di critici come la migliore dell'evento. La morte di Mercury, avvenuta il 24 novembre 1991, e il ritiro di Deacon nel 1997 frenarono la produzione musicale della band; May e Taylor continuarono a suonare insieme, formando con Paul Rodgers, dal 2005 al 2009, i Queen + Paul Rodgers, e a partire dal 2011, con Adam Lambert, i Queen + Adam Lambert.

## Storia

### La formazione (1968-1971)
Nel 1964 il chitarrista Brian May fondò insieme a Tim Staffell la band 1984; il gruppo, composto da altri quattro membri, ebbe un buon successo, arrivando nel 1967 ad aprire un concerto di Jimi Hendrix e a partecipare a un grande concerto di Natale con T. Rex e Pink Floyd. Dopo lo scioglimento della band nel 1968, May e Staffell decisero di riformarne un'altra, inserendo così nella bacheca dell'Imperial College, dove studiavano, un annuncio: "Cercasi batterista stile Ginger Baker/Mitch Mitchell". A questo rispose Roger Taylor, che convinse con la propria professionalità May e Staffell ed entrò a far parte degli Smile. La prima apparizione pubblica della nuova band avvenne il 26 ottobre 1968, quando aprì un concerto dei Pink Floyd; nel maggio 1969, il gruppo firma un contratto con la Mercury Records per la pubblicazione di un singolo.
In questo periodo Staffell presentò ai compagni Farrokh Bulsara detto "Freddie", che faceva parte di una blues band, gli Ibex (poi Wreckage), dispensando comunque numerosi consigli agli Smile su come suonare e presentarsi in pubblico. Il singolo Earth, registrato ai Trident Studios, venne pubblicato negli Stati Uniti, senza tuttavia ottenere il successo sperato; per questo motivo Staffell decise di abbandonare i due compagni, entrando a far parte degli Humpy Bong.
I rimanenti membri degli Smile, incoraggiati da Bulsara, che si era aggregato ai due, continuarono il loro lavoro e, nel giugno 1970, cambiarono il nome della band in "Queen", cominciando a cercare un bassista; il 27 giugno 1970, i tre, completati da Mike Grose, si esibirono per la prima volta in pubblico, a Truro, in un concerto di beneficenza per la Croce rossa. Il nome "Queen" venne pensato da Bulsara, che cominciò inoltre a farsi chiamare "Mercury"; "Queen è un nome corto, semplice e facile da ricordare ed esprime poi quello che vogliamo essere, maestosi e regali. Il glam è parte di noi e vogliamo essere dandy". Lo stile adottato dai tre comprendeva abiti di seta in bianco e nero, bracciali, anelli e collari. Dopo poco tempo Grose abbandonò la band, così come fece il suo sostituto Barry Mitchell. Dopo aver provato Doug Ewood Bogie, Taylor e May incontrarono nel gennaio 1971 John Deacon, proponendogli il posto di bassista dei Queen; a fine febbraio Deacon, per la sua tranquillità e la sua conoscenza dell'elettronica, diventò il quarto membro del gruppo.

### I primi anni (1972-1975)
Nonostante fossero impegnati a terminare il loro percorso universitario, i Queen organizzarono un tour in Cornovaglia, per cominciare a provare alcuni brani e ad acquisire confidenza con il palcoscenico; nel settembre 1971 Terry Yeadon, un amico di May, offrì alla band la possibilità di registrare gratuitamente nei nuovi De Lane Lea Studios, per collaudarne le attrezzature. La band ne approfittò, registrando alcuni brani originali come Liar, Keep Yourself Alive e Stone Cold Crazy, che attirarono l'attenzione di John Anthony, discografico della Mercury Records, e di Roy Thomas Baker, collaboratore della Trident Audio Productions, agenzia di management che mise sotto contratto i Queen, con la supervisione del manager Jack Nelson.

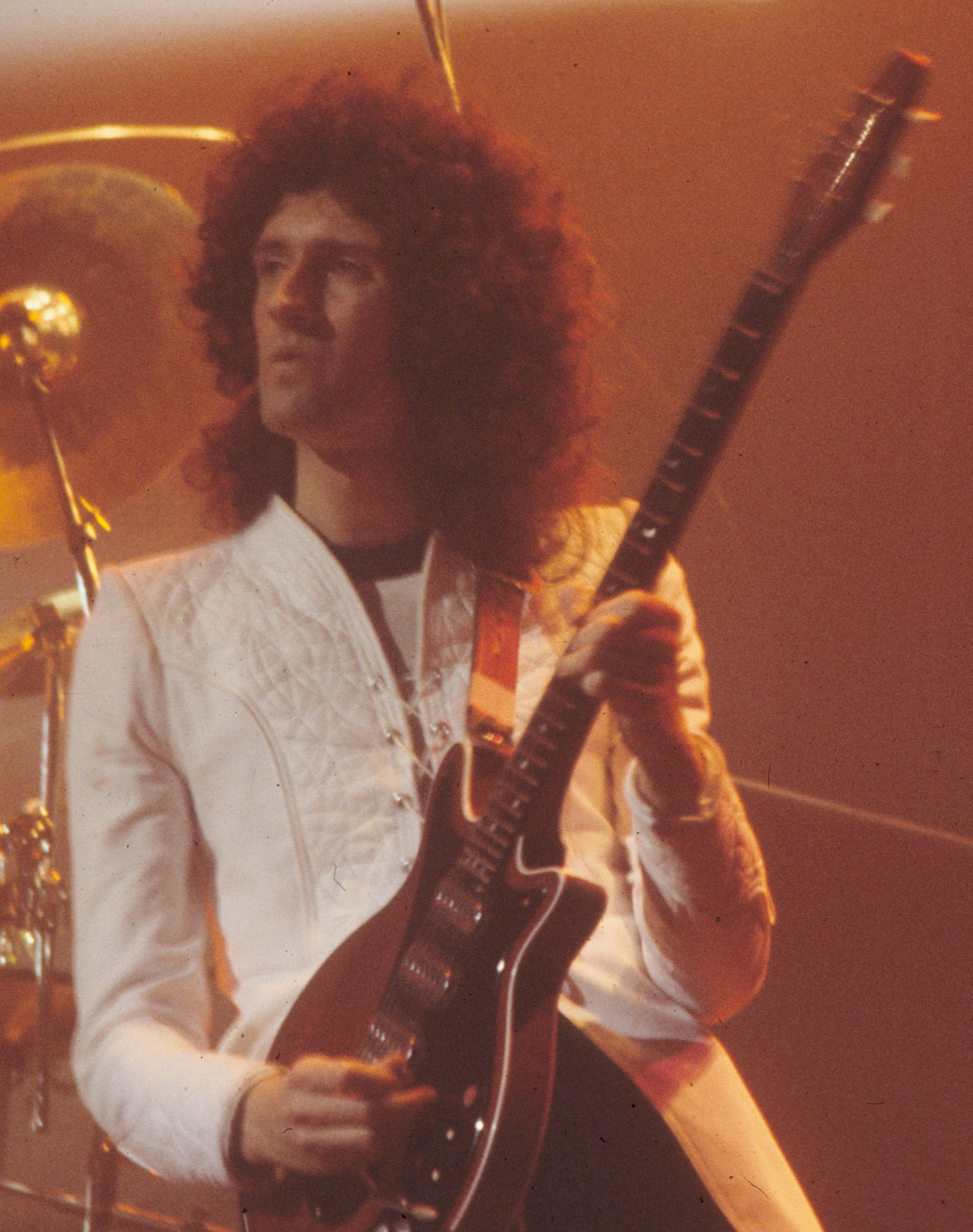
Il chitarrista dei Queen Brian May, che scrisse il primo singolo pubblicato dal gruppo, Keep Yourself Alive

Nell'estate 1972 i Queen iniziarono a lavorare al primo album, che finirono nel gennaio 1973; a marzo firmarono il primo contratto d'incisione per il mercato britannico ed europeo con la EMI; negli Stati Uniti e in Giappone la band era invece rappresentata dalla Elektra Records. Il 9 aprile Nelson organizzò la presentazione ufficiale del gruppo al Marquee Club di Londra, che si rivelò un successo, nonostante la scarsa affluenza del pubblico. Il primo singolo, Keep Yourself Alive, venne pubblicato il 6 luglio, ottenendo recensioni favorevoli dalla critica, senza tuttavia ricevere alcuna promozione radiofonica. Un mese prima del loro debutto discografico i Queen, con il nome Larry Lurex, avevano inciso la reinterpretazione I Can Hear Music.
L'album d'esordio, Queen, che uscì il 13 luglio 1973 e comprendeva perlopiù canzoni scritte alcuni anni prima, ha come prerogative "l'aggressività e la nitidezza della voce di Freddie e gli assoli di May", unendo hard rock (Liar), rock progressivo (My Fairy King) e ballate melodiche (The Night Comes Down) al glam e ad ambientazioni fantasy, tratte principalmente dalle opere di J. R. R. Tolkien (Great King Rat). Negli Stati Uniti, Queen raggiunse nelle classifiche di Billboard l'83º posto. In questo periodo il tema del bianco e nero, inventato da un gruppo di fan di Liverpool, crebbe di importanza; questa peculiarità era presente anche nei loro spettacoli, che prevedevano uno stretto contatto con il pubblico, durante i quali indossavano gli eccentrici abiti creati dalla stilista Zandra Rhodes.
Dal 13 settembre al 2 febbraio 1974 la band londinese cominciò il suo primo tour, il Queen I Tour, che li vide esibirsi come gruppo di supporto dei Mott the Hoople in 35 concerti, principalmente in Inghilterra; durante gli spettacoli di questi anni inserivano nelle scalette, oltre ai brani dei loro lavori, brevi medley rock and roll di canzoni degli anni cinquanta, come Jailhouse Rock e Big Spender. Il 21 febbraio il gruppo suonò dal vivo a Top of the Pops un brano inedito che sarebbe diventato l'unico singolo del loro secondo disco, Seven Seas of Rhye; questo ebbe un grande successo commerciale, venendo trasmesso in continuazione dalle stazioni radiofoniche e raggiungendo il 45º posto nella classifica britannica.

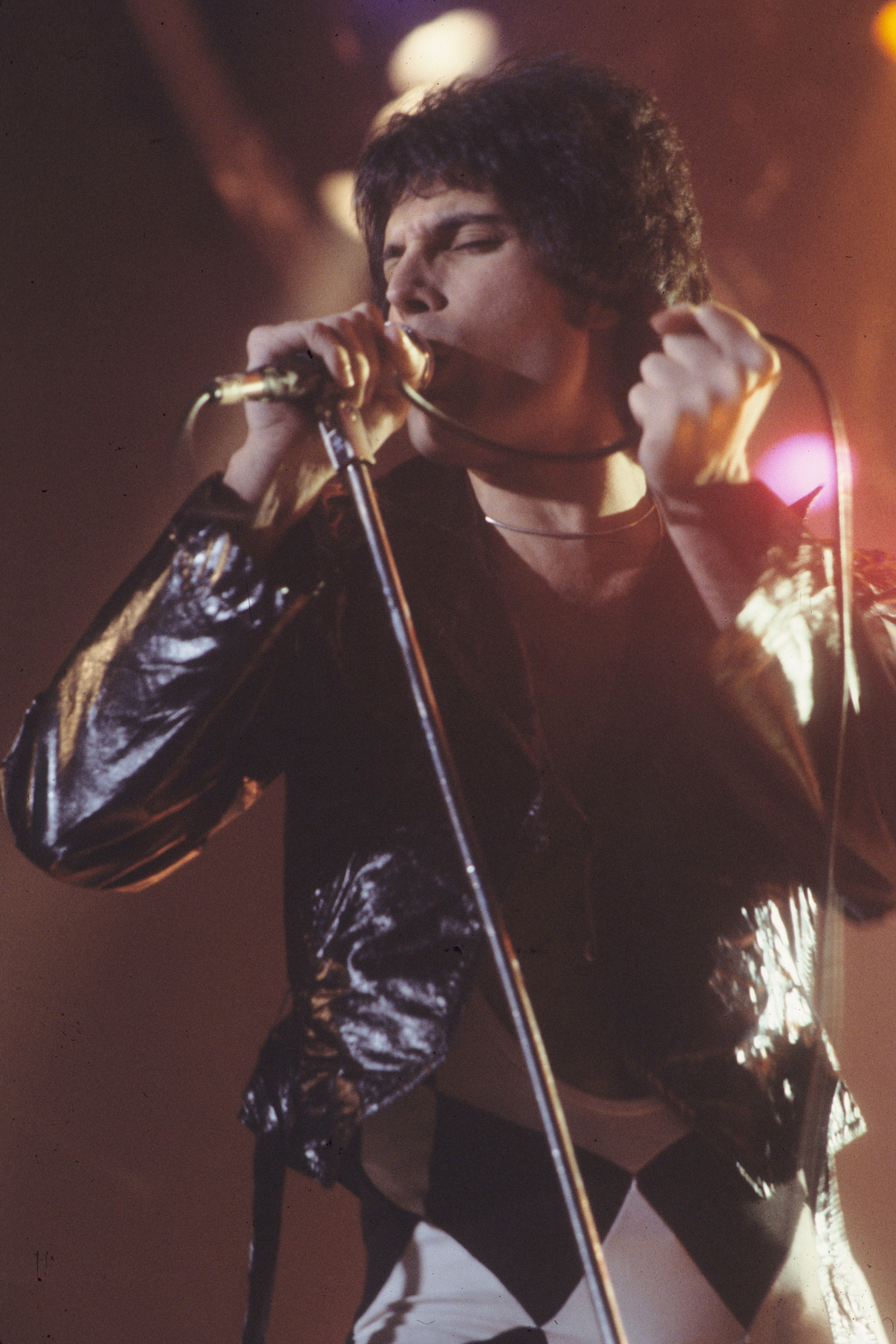
Il cantante dei Queen Freddie Mercury, durante un concerto a New Haven nel novembre 1977

Queen II, uscito l'8 marzo 1974, risulta un concept album che sviluppava ulteriormente l'idea della contrapposizione tra il bene e il male, concetti esemplificati principalmente da un punto di vista cromatico; lo stesso disco risulta diviso in White Side e Black Side, "lato bianco" e "lato nero", due parti caratterizzate da differenti approcci sonori. Il primo, curato principalmente da May, comprende ballate e progressioni melodiche, come White Queen (As It Began), Someday One Day e Father To Son, mentre la parte di Mercury è caratterizzata da suoni più duri, caotici e barocchi, inseriti in testi enigmatici e contorti, come The March of the Black Queen e The Fairy Fellers Masterstroke. Tra gli elementi più innovativi di Queen II vi è l'utilizzo di nuovi generi musicali, come il rock and roll (The Loser In The End, scritta da Taylor) e il pop (Funny How Love Is). L'album raggiunse la 35ª posizione nelle classifiche inglesi.
Il 1º marzo 1974 il gruppo cominciò il Queen II Tour, durante il quale il loro secondo album scalò velocemente le classifiche inglesi, piazzandosi al quinto posto e superando le centomila copie vendute, divenendo disco d'argento, mentre Seven Seas of Rhye arrivò nella "top ten" della classifica dei singoli; nello stesso mese, l'Elektra pubblicò Queen in Giappone, dove entrò in classifica nel giro di pochi giorni. Il tour nazionale si chiuse con un tutto esaurito al Rainbow Theatre di Londra, subito prima di partire per gli Stati Uniti, esibendosi con Mott the Hoople e Aerosmith; dopo l'esordio al Regis College di Denver il 16 aprile, una grave forma di epatite colpì Brian May, costringendo la band ad annullare le rimanenti date. Il resto del gruppo attese il chitarrista, che utilizzò il tempo della convalescenza scrivendo nuovi pezzi per il futuro album, registrato a luglio nei Rockfield Studios in Galles e, successivamente, ai Trident Studios di Londra.
Il loro terzo singolo, Killer Queen/Flick of the Wrist, esempio dello stile glam-art rock della band e con due facciate A, ottenne un enorme successo, entrando in classifica direttamente alla 5ª posizione, per arrivare poi al 2º posto; negli Stati Uniti questa produzione, per la quale Mercury vinse nel 1974 l'Ivor Novello Awards, divenne disco d'oro. Questi risultati spinsero il gruppo ad affrettare i preparativi per un nuovo tour inglese, in attesa della pubblicazione del terzo album ufficiale, Sheer Heart Attack. Uscito l'8 novembre 1974, il disco contiene importanti contributi, oltre che di May e Mercury, di Taylor e Deacon, "comportando una fusione più concisa dei generi da loro adottati e un'identità più sentita e personale". Nel disco si nota nuovamente l'equilibrio tra i vari stili musicali molto differenti, passando dalle voci angeliche di In the Lap of the Gods all'heavy-metal di Stone Cold Crazy, dal boogie-woogie di Now I'm Here al piano di Lily of the Valley e di Dear Friends. Considerato un classico del rock e fonte di ispirazione per numerosi gruppi come Metallica ed Extreme, Sheer Heart Attack raggiunse il 2º posto nel Regno Unito e il 12º negli Stati Uniti.
Il 30 ottobre cominciò a Manchester lo Sheer Heart Attack Tour, che registrò una lunga serie di "tutto esaurito"; da questa tournée cominciò la consuetudine di suonare al termine di ogni concerto, a eccezione di quelli tenuti in Irlanda, una versione di God Save the Queen utilizzando la sola chitarra elettrica di Brian May, riprendendo ciò che Hendrix aveva fatto con l'inno nazionale statunitense. Mercury, subito prima dell'inno, lanciava rose e brindava con coppe di champagne. Il 15 gennaio 1975 il tour si spostò negli Stati Uniti; questo venne tuttavia parzialmente annullato per problemi alla gola che colpirono Mercury. In aprile, le tappe della tournée si spostarono in Giappone, dove i Queen vennero accolti da 3.000 fan all'aeroporto di Tokyo.

### La consacrazione (1975-1976)
Nell'estate 1975, dopo aver firmato un nuovo contratto con la EMI e aver abbandonato la Trident e Jack Nelson per ragioni economiche, il gruppo cominciò a lavorare a un nuovo album, passando molto tempo in sala di registrazione, guidati dal nuovo manager John Reid; il principale risultato di questo lavoro fu Bohemian Rhapsody, un brano di circa 6 minuti scritto da Mercury che divenne la «canzone simbolo del progetto musicale e artistico chiamato Queen», per la quale ci vollero tre settimane di registrazioni, di cui una solo per le parti vocali; Reid provò a convincere i Queen, senza successo, che la sua eccessiva durata non poteva rendere la traccia pubblicabile.
Un amico della band, Kenny Everett, deejay di Capital Radio, a cui venne consegnata una copia del vinile del brano, apprezzò talmente la canzone che la trasmise ripetutamente alla radio. Il successo che derivò dalla trasmissione della traccia costrinse la EMI a pubblicare velocemente Bohemian Rhapsody; uscito il 31 ottobre 1975, il singolo vendette in due settimane 150 000 copie. A causa dei numerosi impegni del quartetto, che non poteva partecipare assiduamente alle trasmissioni televisive, venne commissionato a Bruce Gowers un videoclip della canzone, tra i primi nella storia della musica, primo contando i brani rock, trasmesso il 20 novembre da Top of the Pops. Il brano rimase per ben nove settimane consecutive al primo posto della classifica inglese, anticipando con successo l'uscita del nuovo disco.
(Freddie Mercury)
A Night at the Opera, il cui titolo è ispirato all'omonimo film dei fratelli Marx, divenne uno dei dischi più costosi mai realizzati dell'epoca, oltre che il più grande successo del gruppo. L'unione di rock e opera lirica, presente in alcuni brani precedenti come Killer Queen, pervade il nuovo album, che risulta "una messa in scena che ricalca, al limite dell'oltraggioso, l'antico teatro musicale dell'operetta (...) dedicandosi principalmente all'ironia, alla parodia." Oltre a Bohemian Rhapsody, al piano romantico di Love of My Life e alle atmosfere rétro di Seaside Rendezvous e di Lazing on a Sunday Afternoon, tutte scritte da Mercury, notevoli sono anche i brani scritti dagli altri componenti, come I'm in Love with My Car, scritta e cantata da Taylor, The Prophet's Song e Sweet Lady di May e You're My Best Friend di John Deacon, sua seconda composizione per la band, giunta al settimo posto nella classifica dei singoli inglese. Quest'album fu il loro primo successo negli Stati Uniti, dove arrivò al quarto posto nelle charts degli album, diventando disco di platino e rimanendo per 56 settimane in classifica. L'enorme lavoro che fu necessario per il completamento di questo LP portò tuttavia alla rottura con Roy Thomas Baker.

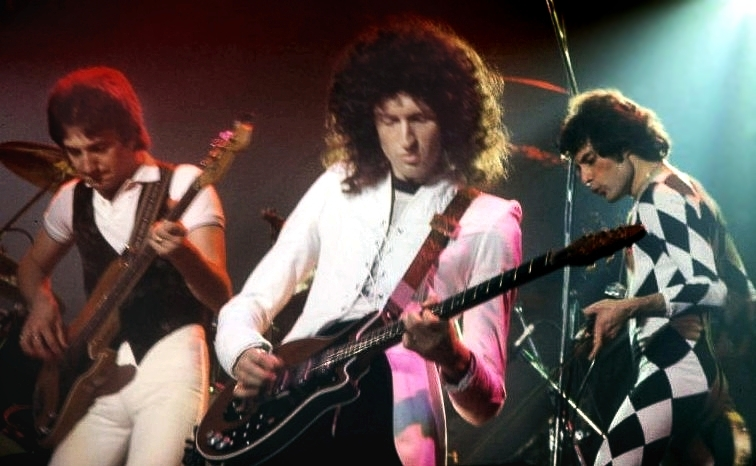
Da sinistra, John Deacon, Brian May e Freddie Mercury in un concerto

Fra il 29 novembre e il 2 dicembre, quattro serate di tutto esaurito all'Hammersmith Apollo di Londra consacrarono definitivamente la band. Tra la fine del 1975 e i primi mesi del 1976, i Queen tennero oltre 75 concerti per l'A Night at the Opera Tour, che toccò Europa, Giappone, Stati Uniti e Australia; il 18 settembre 1976, per ringraziare i fan, organizzarono uno spettacolo gratuito ad Hyde Park, al quale assistettero circa 176.000 persone. Dopo la fine della tournée, Mercury, May e Taylor registrarono alcune parti vocali per il secondo LP di Ian Hunter All American Alien Boy. Il primo singolo del nuovo lavoro dei Queen fu la ballata Somebody to Love, trasmessa ancora una volta ripetutamente da Kenny Everett, con conseguenze analoghe a Bohemian Rhapsody; questo venne pubblicato il 12 novembre, accompagnata da un video promozionale di Bruce Gowers, preannunciando l'uscita del nuovo album.
A Day at the Races uscì il 10 dicembre 1976, utilizzando un titolo nuovamente ispirato a un film dei fratelli Marx. Numerosi, oltre i riferimenti cinematografici, sono gli elementi che lo avvicinano al precedente disco, come la quasi identica copertina e l'inserimento del dramma lirico e della canzonetta. Sono sempre presenti però sia l'hard rock con Tie Your Mother Down, sia la pop-ballad per piano di You Take My Breath Away, senza trovare tuttavia, nell'insieme delle tracce, "l'ironia sensazionale di A Night at the Opera", che sopravvive solo in The Millionaire Waltz e Good Old-Fashioned Lover Boy; tra le particolarità del disco vi è Teo Torriatte (Let Us Cling Together), canzone omaggio al pubblico nipponico contenente due versi in lingua giapponese. Somebody To Love rimane il brano più significativo di A Day at the Races, venendo considerata «una scalata melodica di una perfetta architettura gospel con la voce di Mercury che sale letteralmente nel cielo della musica pop rock»; il singolo salì subito ai vertici della classifiche. L'album, nonostante l'indubbia qualità e la piena maturità esecutiva dei membri, venne giudicato da molti inferiore al precedente, ottenendo comunque un disco di platino negli Stati Uniti con 1 500 000 copie vendute e due dischi di platino nel Regno Unito.

### I successi dell'epoca rock (1977-1979)
Il 14 gennaio 1977, dopo la pubblicazione di un EP con Death on Two Legs, partirono per l'A Day at the Races Tour, che confermò, con numerosi "tutto esaurito", il successo della band negli Stati Uniti; Al termine della tournée, cominciarono a lavorare al nuovo album, che registrarono in due mesi e mezzo; nello stesso tempo Taylor pubblicò da solista l'EP (I Wanna) Testify.

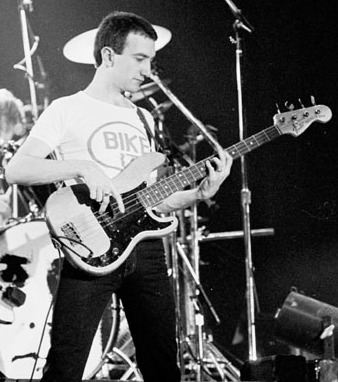
Il bassista dei Queen, John Deacon, al concerto del 1979 di Dublino

Il 7 ottobre in quasi tutto il mondo venne pubblicato in singolo con doppio lato A We Are the Champions/We Will Rock You, due inni da stadio, scritti rispettivamente da Mercury e May, che rappresentarono un omaggio agli spettatori dell'ultima tournée, piazzandosi al 2º posto sia nelle classifiche inglesi sia in quelle americane, con un totale di oltre 2 milioni di copie vendute e 27 settimane di presenza in classifica. Il loro sesto album, News of the World, si contraddistingue per sonorità più immediate e grezze, attingendo maggiormente al rock e al blues e risultando uno dei prodotti musicali più riusciti dei Queen. Lo stile pomposo e melodico della band è presente anche in questo lavoro, con la ballata di Deacon Spread Your Wings, la sonata per piano All Dead All Dead, il pre-thrash metal/punk di Sheer Heart Attack e il blues rock di It's Late.
Il 11 novembre 1977 ebbe inizio il News of the World Tour, che esordì a Portland, negli Stati Uniti, dove News of the World vinse 4 dischi di platino con 4 600 000 copie vendute; in patria i Queen si fermarono invece a un disco di platino. I brani dell'ultimo lavoro dei Queen alimentarono l'affetto dei fan e incrementarono la popolarità del gruppo, che ampliò il repertorio delle canzoni dei live anche con ballate più dolci come Love of My Life, che divenne un cavallo di battaglia dei futuri spettacoli. Dopo una pausa di circa quattro mesi a inizio 1978, Mercury e gli altri tornarono sugli spalti per la ripresa europea della tournée, ripartendo il 9 aprile da Stoccolma; al termine della serie di concerti, conclusasi a Londra a maggio, i lettori del Daily Mail elessero i Queen come miglior gruppo rock. Il gruppo si rimise subito al lavoro, trasferendosi, per ragioni fiscali, ai Mountain Studios di Montreux, in Svizzera, e ai Super Bear Studios di Berre-les-Alpes. Qui una tappa del Tour de France ispirò a Mercury Bicycle Race, che venne pubblicata a ottobre insieme a Fat Bottomed Girls, scritta da May; il singolo arrivò all'undicesimo posto nelle classifiche inglesi e il relativo video girato per Bicycle Race mostra una gara di ciclismo al Wimbledon Greyhound Stadium tra 65 modelle professioniste completamente nude. Il 28 ottobre 1978 i Queen cominciarono il Jazz Tour, durante il quale presentarono le canzoni del loro ultimo lavoro.

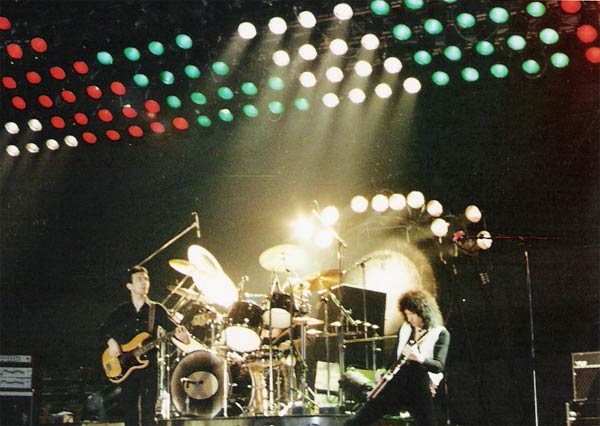
I Queen ad Hannover durante il Live Killers Tour

Jazz, presentato alla stampa mondiale con un party a New Orleans, con prestigiatori e spogliarelliste, uscì il 14 novembre 1978 e vide il ritorno di Roy Thomas Baker nel ruolo di manager della band. I Queen abbandonano in parte l'ironia degli album precedenti, cosa che fece risultare il loro lavoro inferiore ai precedenti, probabilmente perché costretti dalla volontà di pubblicare forzatamente un disco all'anno, che non permetteva loro una scelta più ponderata dei brani da presentare. Di Jazz fanno comunque parte alcuni tra gli elementi che rappresentano lo stile musicale dei Queen, come l'assoluto impegno all'intrattenimento del pubblico e la padronanza di generi musicali molto diversi, come la ballata per piano di Jealousy, il vaudeville di Dreamers Ball e il rock di Don't Stop Me Now e di Let Me Entertain You. Il disco venne criticato sia dalla stampa sia da una parte del pubblico, per la sua eccessiva pomposità; Jazz arrivò comunque al numero due della classifica, nella quale restò ininterrottamente per 27 settimane.
A partire dal gennaio 1979 (il primo anno dalla loro fondazione in cui i Queen non pubblicarono album di studio), il quartetto iniziò uno dei più importanti tour europei della loro storia, il Live Killers Tour, pubblicizzato dall'uscita del singolo Don't Stop Me Now, durante il quale il gruppo riuscì a offrire uno spettacolo completo e unico da un punto di vista scenico oltre che musicale. Il successo della tournée convinse i Queen a pubblicare il loro primo album live, anche per placare le numerose pubblicazioni bootleg dell'epoca; Live Killers uscì nel giugno 1979, ottenendo ottime vendite e l'apprezzamento della critica. Questo album esemplificò anche la svolta sostanziale nel sound del gruppo, che cominciò ad attingere maggiormente all'elettronica; il doppio disco risultò "il testamento ultimo di tutta la sua produzione negli anni settanta". Live Killers, che arrivò al terzo posto delle classifiche inglesi, mostrò inoltre l'eccezionalità delle performance musicali dei Queen, con Freddie Mercury, considerato uno showman, che accompagnava i fan nel canto delle tracce più popolari.
I Queen terminarono nella primavera 1979 la seconda parte del Live Killers Tour, che li vide protagonisti di eccentrici spettacoli al Nippon Budokan di Tokyo. Il 18 agosto parteciparono al mega-concerto di Saarbrücken con Ten Years After e Rory Gallagher, davanti a 30.000 persone; questo spinse ulteriormente le vendite del nuovo singolo, Crazy Little Thing Called Love, che arrivò al primo posto in numerose classifiche mondiali. A novembre il gruppo cominciò il Crazy Tour, le cui serate si svolsero in piccoli spazi allo scopo di avere un contatto più stretto con il pubblico; la tournée si concluse con una serata natalizia all'Hammersmith Apollo, dove, insieme a Paul McCartney & Wings, The Who e The Clash, si celebrò Rock for Kampuchea, un concerto benefico per la popolazione della Cambogia.

### L'epoca del sintetizzatore (1980-1983)
Subito dopo il Crazy Tour, nel gennaio 1980 uscì Save Me, che riscosse un buon successo; nello stesso mese i Queen, accompagnati dal nuovo produttore Reinhold Mack, finirono di registrare ai Musicland Studios di Monaco di Baviera il loro nuovo disco e le musiche per un film, commissionato dal produttore italiano Dino De Laurentiis, basato su Flash Gordon, protagonista dell'omonimo fumetto. Con The Game, anticipato dal singolo Play the Game, i Queen ebbero una svolta dal punto di vista musicale, in quanto cominciarono a usare il sintetizzatore, la cui assenza era espressamente rimarcata nei crediti degli album precedenti; a testimonianza di questo cambiamento vi fu anche il nuovo "look" dei quattro. Le composizioni del disco risultano brevi e meno elaborate, con suoni più asciutti e diretti, passando dalla melodia di Save Me al funk rock di Another One Bites the Dust; Play The Game risulta la traccia caratteristica del disco, che affianca la classica ballata rock ai suoni elettronici della nuova avventura, mentre il rockabilly di Crazy Little Thing Called Love mostra ancora l'ironia dei lavori precedenti. Il disco arrivò in testa delle classifiche britanniche e statunitensi.
Il nuovo singolo scritto da John Deacon, Another One Bites the Dust, venne pubblicato ad agosto, ottenendo un notevole successo commerciale, con 5 settimane di presenza al primo posto delle classifiche statunitensi; divenuto disco di platino, ricevette un premio di Billboard come "miglior singolo crossover", diventando il disco più venduto nella storia del quartetto. Il 30 giugno, spinti dal successo del singolo, venne inaugurato a Vancouver il The Game Tour, che li portò negli stadi di tutto il Nord America, registrando in tutte le 46 date il "tutto esaurito". A ottobre, May e gli altri tornarono in Inghilterra per perfezionare il materiale destinato alla colonna sonora del film Flash Gordon di Mike Hodges. Il 24 novembre uscì il singolo Flash, mentre l'8 dicembre venne pubblicato l'omonimo album, che arrivò al decimo posto in classifica. Nel disco sono presenti numerosi frammenti di dialogo tratti dal film, con due sole tracce cantate, Flash e The Hero, lasciando spazio a brani musicali che esaltarono, attraverso il diffuso uso del sintetizzatore, l'avvenirismo spaziale della pellicola. Anche se il film si rivelò in seguito un flop commerciale, la critica fu benevola con la compilation; la band ottenne per le loro musiche di Flash Gordon una nomination al premio BAFTA alla migliore colonna sonora. Alla fine del 1980, il quartetto aveva venduto in tutto il mondo un totale di 45 milioni di album e 25 milioni di singoli.
A fine ottobre cominciò la parte europea del The Game Tour; dopo numerose difficoltà d'organizzazione, partì nel febbraio 1981 South America Bites the Dust, arrivando in paesi che non avevano ancora toccato, come Argentina e Brasile. Nel periodo successivo alla loro visita, figurarono 10 album dei "britannici" nella classifica argentina dei 10 album più venduti. Il 20 marzo, sul palco dello stadio Morumbi di San Paolo, i Queen furono ascoltati da oltre 131.000 spettatori, record assoluto di paganti per un concerto rock. Nello stesso mese Taylor esordì da solista con il suo primo album Fun in Space, nel quale cantò e suonò tutti gli strumenti; nonostante il buon successo commerciale, il batterista decise di non separarsi dal gruppo.

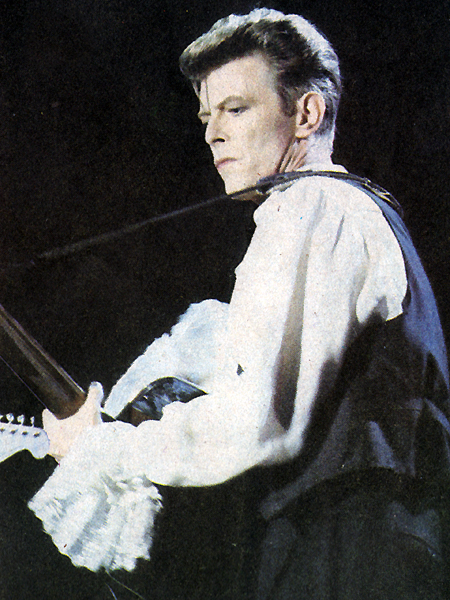
David Bowie, autore, insieme a Mercury, del singolo del 1981 Under Pressure

Dopo il successo sudamericano, il gruppo si ritrovò nei Mountain Studios per cominciare a lavorare a una nuova opera; David Bowie, che frequentava le stesse sale di registrazione, strinse con May e Mercury un'amicizia dalla quale scaturì una jam session che portò alla nascita di Under Pressure: il singolo uscì il 25 ottobre, piazzandosi al primo posto della chart inglese; nel Nord America arrivò invece al 29 posto. A metà settembre il quartetto suonò ancora in Sudamerica nel Gluttons for Punishment Tour, ulteriore prosecuzione del The Game Tour; a causa di numerosi problemi organizzativi e di sicurezza, loro stessi decisero di terminare prematuramente la serie di spettacoli, concludendo dunque la tournée all'estadio Cuauhtémoc di Puebla de Zaragoza, in Messico. Il 3 novembre 1981 uscì la loro prima raccolta ufficiale, Greatest Hits, insieme a Greatest Flix, antologia di tutti i video realizzati fino a quel momento dai Queen. Formato da 17 singoli che percorrono i primi dieci anni dei Queen, l'album entrò in classifica direttamente al secondo posto e, con 300 000 copie vendute, ottenne subito il disco di platino.
A dicembre i Queen si ritrovarono negli studi Musicland di Monaco, dove, a causa della stanchezza per le numerose tappe in giro per il mondo e per i numerosi impegni musicali, nonché condizionati dalla vita notturna della città bavarese, non riuscirono a lavorare "quasi mai in condizioni psicologiche perfette". Il loro dodicesimo disco, Hot Space, uscì il 21 maggio 1982, preceduto dal singolo Body Language, che venne apprezzato dalla critica e arrivò al 25º posto nel Regno Unito (risultato in parte dovuto alla censura del video, ritenuto "spinto" da parte di MTV) e all'11º negli Stati Uniti. L'8 aprile i Queen diedero il via all'Hot Space Tour; la prima tappa fu Göteborg, dove, per l'importanza dell'elettronica nella loro musica e per precisa volontà di Mercury, che voleva occuparsi in minore misura del piano durante i concerti, insieme ai quattro storici componenti della band salì sul palco l'ex Mott the Hoople Morgan Fisher, che cominciò a occuparsi delle tastiere. Dal 1984 fino al 1991, il tastierista ufficiale fu invece Spike Edney.
L'ultimo lavoro discografico dei Queen, Hot Space, continuò ciò che era cominciato con The Game, proseguendo nel sound dance rock e pop, abbandonando ulteriormente le sonorità "hard" dei primi anni della band. L'album, che deluse i fan della vecchia guardia, caratterizzato anche da alcuni brani in black music, come l'R&B di Back Chat, uscito come singolo il 9 agosto e arrivato alla 40ª posizione in Gran Bretagna, e il soul di Cool Cat, fu il risultato dello sregolato stile di vita dei Queen all'epoca, che provocò una generale incompletezza e frettolosità delle canzoni, talvolta dall'ottimo potenziale. Under Pressure, composta insieme a Bowie, risultò la canzone simbolo dell'album, nonché la più apprezzata. Il disco riscosse comunque un discreto successo, arrivando al 4º posto nelle graduatorie inglesi, aumentando la stima della stampa nei confronti del quartetto. Hot Space venne tuttavia praticamente ignorato dalle stazioni rock americane, scomparendo quasi subito dalle classifiche di Billboard e minando la fama dei Queen negli Stati Uniti. La seconda parte del Hot Space Tour risultò infatti l'ultima tournée della band nel Nord America.
Una volta terminata la serie di concerti, alla fine del 1982 i Queen decisero di comune accordo di separarsi; le cause furono sia l'insoddisfazione dei fan e della stessa band per la qualità del loro ultimo lavoro, nel quale i Queen non si riconoscevano, sia il deterioramento progressivo dei rapporti personali all'interno del gruppo. Così per l'intero 1983 non vennero organizzate né pubblicazioni né tournée; i componenti della band non giudicarono lo scioglimento definitivo, ma semplicemente come una lunga pausa di riflessione. I quattro cominciarono a dedicarsi a progetti solistici; Mercury collaborò con Giorgio Moroder, registrando Love Kills, canzone inserita nella versione ricolorata e ridoppiata di Metropolis. Il cantante cominciò anche a lavorare a Mr. Bad Guy, che diventerà in futuro il suo unico album da solista. Brian May produsse Lettin Loose degli Heavy Pettin e pubblicò, insieme a Eddie van Halen e Alan Gratzer, Star Fleet Project, un EP composto da tre lunghi brani, mentre Roger Taylor, dopo aver collaborato a Vinyl Confessions dei Kansas, lavorò con Rick Parfitt per Strange Frontier, suo secondo album da solista, pubblicato nel 1984. John Deacon non intraprese nessun progetto musicale, decidendo di dedicarsi alla propria famiglia.

### Il ritorno all'hard rock e i grandi concerti (1984-1987)
Nell'agosto 1983 il gruppo si ritrovò negli Record Plant Studios di Los Angeles, dove cominciò a lavorare a un nuovo progetto; il 23 gennaio 1984 i Queen tornarono ufficialmente con il singolo Radio Ga Ga, che venne pubblicizzato con un costoso video di David Mallet che conteneva numerosi spezzoni dal celebre film Metropolis di Fritz Lang e che si piazzò subito al 4º posto delle classifiche inglesi. Il 27 febbraio uscì The Works, album che vide un netto cambio di rotta rispetto ai lavori precedenti: nonostante la confermata presenza delle tastiere elettroniche, le sonorità del disco cercavano di tornare alla fine degli anni settanta, abbandonando parzialmente la dance rock e attingendo maggiormente al pop e al rock.

I Queen al Festival di Sanremo, il 3 febbraio 1984

Per la prima volta, i testi riguardano anche alcune tematiche sociali e politiche, non direttamente trattate in passato, come l'antinucleare Hammer to Fall e il brano contro il suicidio Keep Passing the Open Windows. Tra i brani di maggiore popolarità del disco vi è I Want to Break Free, il cui video, ideato da Taylor, fu tacciato di cattivo gusto negli Stati Uniti d'America e bandito dalle televisioni. The Works, che produsse 4 singoli, arrivò al secondo posto nel Regno Unito, dove però divenne l'album dei Queen di maggior successo discografico dietro Greatest Hits; guidò invece la classifica in altri 19 paesi, tra cui gli Stati Uniti (sotto l'etichetta Capitol Records, che aveva sostituito l'Elektra dal 1983) e l'Italia, dove la band era stata ospite del Festival di Sanremo 1984.
Nell'agosto, sull'onda del successo di Hammer to Fall, partì il The Works Tour, con coreografie futuriste ispirate a Metropolis, i cui biglietti per i concerti inglesi vennero esauriti immediatamente; la tournée toccò anche il Sudafrica, dove i Queen accettarono di fare 12 serate a Sun City, considerata la città simbolo dell'apartheid, in quanto popolata da facoltosi uomini bianchi; in passato le Nazioni Unite avevano vietato agli artisti di esibirsi in questo Stato per la discriminazione attuata nei confronti delle persone di colore. Per l'idea di suonare comunque a Sun City, i Queen vennero molto criticati in tutto in mondo, anche dalla stessa Unione dei Musicisti, e accusati di essere dei profittatori, poiché avrebbero legittimato l'apartheid al solo scopo di guadagnare il più possibile. Per cercare di risollevare la propria immagine, i Queen intrapresero numerose iniziative benefiche a favore dei bambini di colore. Alla fine del tour, per cui la band ricevette il Premio Silver Clef per il successo dei 4 concerti londinesi, il quartetto registrò ai Sarm Studios di Londra la canzone natalizia Thank God It's Christmas, che non ebbe un grande successo commerciale.

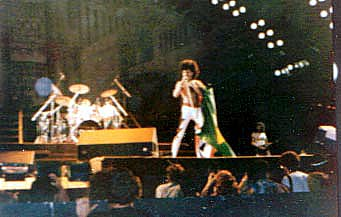
I Queen a Rock in Rio

La considerazione pubblica nei confronti della band calò molto; tuttavia due grandi eventi musicali contribuirono a risollevare la popolarità dei Queen a livello mondiale. Nelle prime settimane del 1985 Gerry Stickells, tour manager della band, organizzò la partecipazione dei Queen a un festival a Rio de Janeiro, al quale erano stati chiamati per il successo avuto nei precedenti concerti sudamericani: Rock in Rio, che venne trasmesso in diretta televisiva in tutto il Sud America, si svolse dal 12 al 19 gennaio e vide la partecipazione di AC/DC, George Benson, Iron Maiden e Yes. I Queen aprirono e chiusero l'evento rock: salirono per la prima volta sul palco alle due del mattino, davanti a circa 470.000 persone, il più grande pubblico pagante per un singolo concerto. La Picture Music pubblicò poi Live in Rio, raccolta delle esibizioni del gruppo durante l'ultimo concerto nella città brasiliana. Subito dopo le due serate, i quattro ripresero il The Works Tour, che arrivò in Nuova Zelanda e Australia. Il 29 aprile uscì il primo disco solista di Freddie Mercury, Mr. Bad Guy; nonostante le recensioni negative da parte della stampa specializzata, per via dell'unione mal combinata fra canzoni d'amore e ballate funky, il disco si piazzò al 6º posto nelle classifiche inglesi.
I Queen parteciparono, il 13 luglio 1985, al Live Aid, un concerto umanitario organizzato da Bob Geldof che vide la partecipazione dei più importanti artisti internazionali, allo scopo di ricavare fondi in favore delle popolazioni dell'Etiopia, colpite da una grave carestia. Geldof considerava molto importante la partecipazione dei Queen all'evento per la loro popolarità in Giappone e in Sud America; la band, nonostante alcune esitazioni nel prendere la decisione definitiva, dovute soprattutto all'esigua durata delle esibizioni, alla fine scelse di partecipare e si esibì al Wembley Stadium di Londra. Nei 20 minuti a disposizione, i Queen suonarono Bohemian Rhapsody, Radio Ga Ga, Hammer to Fall, Crazy Little Thing Called Love, We Will Rock You e We Are the Champions; sia la stampa, sia i 72.000 spettatori di Wembley, sia gli artisti considerarono la loro interpretazione memorabile, una delle migliori di tutti i tempi; Mercury costruì in questa esibizione "il mito di insuperabile frontman".
(Brian May sull'esibizione dei Queen al Live Aid.)

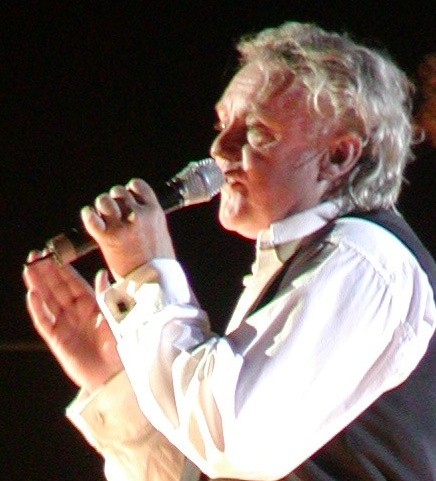
Il batterista dei Queen, Roger Taylor (qui nel 2005), autore di A Kind of Magic, singolo d'esordio dell'omonimo album.

La partecipazione al Live Aid diede nuovo entusiasmo ai Queen, che grazie a questo successo tornarono nuovamente a essere un gruppo coeso; se prima dell'evento Deacon disse "I Queen non sono più un gruppo realmente unito, ma quattro individualità che lavorano insieme", dopo il 13 luglio affermò "Il Live Aid ci ha totalmente rivitalizzati, restituendoci l'entusiasmo di un tempo". Subito dopo il concerto londinese, i Queen cominciarono a progettare un nuovo album; il 4 novembre il gruppo pubblicò il singolo One Vision, ispirato al famoso discorso di Martin Luther King. Nella primavera 1986 Mercury e Deacon parteciparono al musical Time di Dave Clark. Durante le prime sessioni di prove, la band venne contattata dal regista Russell Mulcahy, per commissionare loro una colonna sonora per il suo primo film. Dopo aver accettato l'incarico, cominciarono le registrazioni di brani adatti alla trama, oltre che di alcuni videoclip, diretti da Mulcahy, di tracce come A Kind of Magic, il cui singolo raggiunse la prima posizione in 35 stati.
L'album A Kind of Magic uscì il 2 giugno 1986, posizionandosi subito al primo posto delle classifiche britanniche e restandovi per 13 settimane consecutive, vincendo due dischi di platino. Il disco si presentava come la colonna sonora di Highlander - L'ultimo immortale, ma era allo stesso tempo un lavoro autonomo e svincolato dal film: i Queen continuavano ciò che avevano intrapreso con The Works, basandosi sulle caratteristiche glam del gruppo e attingendo nuovamente al pop (A Kind of Magic), all'hard rock (Princes of the Universe, One Vision, Gimme the Prize), all'arena rock (Friends Will Be Friends) e alle ballate melodiche (One Year of Love), utilizzando anche un'orchestra sinfonica in Who Wants to Live Forever. A Kind of Magic risulta un album intenso, potente, creativo e completo, in cui ciascun membro dei Queen aveva scritto il testo di uno dei 4 singoli (A Kind of Magic, One Vision, Friends Will Be Friends e Who Wants to Live Forever).
Il 6 giugno i Queen cominciarono a Stoccolma il Magic Tour; questo fu il loro tour più grande e spettacolare, molto più avanzato e sfarzoso dei precedenti, con il palco più grande mai costruito e un impianto luci altamente computerizzato. La tournée, nelle 26 date, raccolse circa un milione di spettatori; in Gran Bretagna, oltre 400.000 fan comprarono i biglietti per le sole sei date disponibili, stabilendo un ulteriore record assoluto. L'11 e 12 luglio tornarono a suonare al Wembley Stadium, in entrambe le serate di fronte a 70.000 persone; questi divennero due dei loro concerti più famosi e celebrati. Qui Freddie concluse lo spettacolo, sulle note di God Save the Queen, vestito da re, con pelliccia e corona.
Il 27 luglio suonarono a Budapest. L'ultimo spettacolo della tournée era inizialmente fissato per Marbella, in Spagna; in seguito il produttore Harvey Goldsmith riuscì a organizzare una data nel parco di Knebworth, per il 9 agosto 1986. Qui Freddie Mercury si esibì per l'ultima volta con i Queen in una delle sue prestazioni vocali più apprezzate, con 120.000 fan come spettatori. Questa risultò essere una delle loro esibizioni più spettacolari e grandiose; alcuni brani suonati dal vivo furono riportati nella raccolta Live Magic. Nel party successivo all'esibizione, Mercury fece intuire che quello sarebbe stato il loro ultimo concerto, alimentando le voci riguardanti lo scioglimento della band.
Alla fine del 1986, proprio mentre la EMI decise di pubblicare Live Magic, selezionando e rimontando alcuni momenti dell'ultimo tour, il gruppo decise di concedersi una seconda pausa di riflessione, fermandosi per tutto il 1987; Deacon, in preda allo stress per i continui spostamenti dovuti alle varie tappe dei tour, arrivò sull'orlo di un collasso nervoso. In questo lasso di tempo, Mercury cominciò a parlare dell'AIDS, dichiarandosi pubblicamente terrorizzato dal suo dilagare; tuttavia egli aveva già contratto l'HIV, nonostante i test dell'epoca si rivelassero negativi. Freddie, dopo aver inciso una cover di The Great Pretender dei Platters, collaborò inoltre con la cantante lirica Montserrat Caballé per registrare l'album Barcelona, la cui canzone omonima divenne 5 anni dopo l'inno dei Giochi olimpici di Barcellona 1992. Taylor fondò i The Cross, progetto parallelo ai Queen, che pubblicarono il primo album, Shove It, nel gennaio 1988, mentre May produsse il primo album dei Bad News. Il 15 aprile 1987, i Queen ricevettero l'Ivor Novello Awards per il loro "fondamentale contributo alla musica inglese".

### Gli ultimi album e la morte di Mercury (1988-1991)
Nel 1988 i Queen si ritrovarono in studio, cominciando a lavorare a un nuovo disco; i quattro adottarono nuove regole per la registrazione del materiale, per cui ogni brano venne accreditato con la dicitura "parole e musica dei Queen", evitando così i dissidi che erano sorti tra i quattro soprattutto nella scelta dei singoli; tutte le nuove tracce vennero dunque discusse e realizzate in comune. La copertina di The Miracle, anticipato dal singolo I Want It All, esemplificò la ritrovata coesione della band. Il loro ultimo lavoro, che contenne cinque singoli, si piazzò al primo posto in Inghilterra, dove vinse in una settimana il disco di platino, e in altre nazioni, mostrando ulteriormente la varietà dei generi musicali presenti nel loro repertorio, personalizzate con le sonorità tipiche dei Queen, dal pop rock di Breakthru e di The Miracle, dall'hard rock di I Want It All e al funky di The Invisible Man.

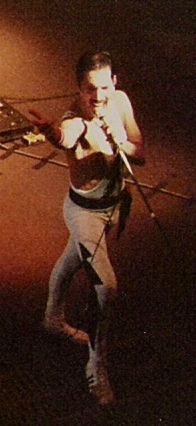
Freddie Mercury in un concerto del 1984

Alla fine di novembre, i Queen, galvanizzati dal successo di The Miracle, che risollevò dopo alcuni anni le loro quotazioni negli Stati Uniti, dichiararono alla stampa di essere nuovamente pronti a rientrare in studio. Tuttavia l'assenza di un tour e le sempre più rare apparizioni di Freddie in pubblico alimentarono le speculazioni dei media sulla salute del cantante; Mercury, decidendo di mantenere la notizia segreta, per proteggere la propria riservatezza dalla stampa scandalistica britannica, si limitò a dire che la decisione di non compiere un tour era dovuta alla voglia di rompere il binomio album/tour degli anni passati.
Nel 1989 May e Taylor parteciparono a Rock Aid Armenia, progetto a favore delle vittime del terremoto dell'Armenia del 1988. Il 4 dicembre uscì Queen at the Beeb, un album dal vivo comprendente otto canzoni registrate dal quartetto in 2 sessioni negli studi della BBC nel 1973. Nel 1990, anno in cui si festeggiò il ventennale della carriera dei Queen con una festa monumentale a base di luci laser, le voci su Mercury malato di AIDS divennero sempre più insistenti, in seguito a un'apparizione in pubblico del cantante il 18 febbraio, per una premiazione per il contributo dato alla musica britannica ai BRIT Awards, in cui apparve molto dimagrito e provato, e alla morte per AIDS di Nicolai Grishanovitch, un amico del cantante; per cercare di ridurre queste voci, il cantante esibì un test negativo alla malattia. Sempre nel 1990, il gruppo decise inoltre di lasciare la Capitol Records e di cambiare casa discografica per quanto riguarda la distribuzione in Nord America; la scelta cadde sulla Hollywood Records. A marzo dello stesso anno, uscì il secondo album dei Cross, Mad, Bad and Dangerous to Know.
Nonostante fosse molto debilitato dalla malattia, Mercury non abbandonò la sua attività con il gruppo e il 14 gennaio 1991, venne pubblicato Innuendo. Sia l'omonima canzone nel Regno Unito sia Headlong negli Stati Uniti, primi singoli del disco, ebbero un notevole successo; il primo, che arrivò a vendere in una settimana oltre 100 000 copie, rappresenta una piccola opera rock, composta di varie parti tra cui un assolo di flamenco eseguito da Steve Howe e May e collegata direttamente a Bohemian Rhapsody. Il disco, pubblicato il 4 febbraio, segna un parziale ritorno dei Queen alle origini, "chiudendo idealmente il cerchio artistico della band" e abbandonando l'anima pop-dance degli anni precedenti; "lo stile musicale degli anni settanta venne recuperato e rinnovato, fondendosi con nuove sonorità, rappresentando una raggiunta maturità compositiva e musicale". Headlong e The Hitman ripresentano l'anima hard rock dei Queen, unite al valzer da teatro I'm Going Slightly Mad, al pop rock di I Can't Live with You e al soft rock di These Are the Days of Our Lives.
A inizio maggio i Queen tornarono a Montreux per rimettersi subito a lavorare ad un nuovo album. May iniziò inoltre un tour radiofonico in Nord America, per promuovere il nuovo sound della band; il chitarrista ebbe un'ottima accoglienza, dimostrando i progressi dei rapporti con il pubblico statunitense dovuti anche alla mediazione della nuova casa discografica. A ottobre venne pubblicato Greatest Hits II, prosieguo, a dieci anni di distanza, del precedente Greatest Hits, comprendente 17 canzoni dal repertorio anni ottanta, che si posizionò presto al primo posto in classifica. Per promuovere la compilation uscì un nuovo singolo, The Show Must Go On, ancora tratto da Innuendo. Questa antologia venne nuovamente accompagnata da una raccolta di video, il Greatest Flix II.

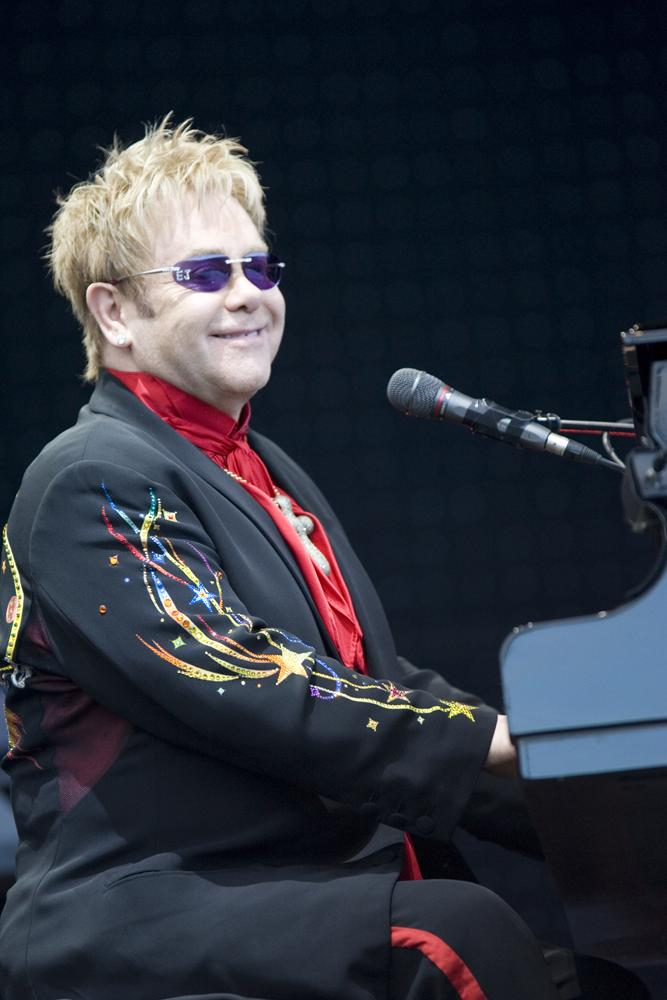
Elton John, molto amico di Mercury, suonò al Freddie Mercury Tribute Concert il 20 aprile 1992

Verso la fine dell'anno, le voci riguardanti una grave malattia di Mercury si fecero più pressanti, confermate anche dall'aspetto sofferente del cantante nelle rare occasioni in cui era apparso in pubblico. Il 23 novembre 1991 Freddie Mercury decise di annunciare ufficialmente, attraverso un comunicato, di essere risultato positivo al test dell'HIV e di essere malato di AIDS. Morirà il giorno seguente, a soli 45 anni, a causa di una broncopolmonite fomentata dall'AIDS, nella sua casa di Earls Court.
Tributi e messaggi di cordoglio cominciarono ad arrivare da tutto il mondo, con numerosi fan che si radunarono per tutta la notte davanti alla sua abitazione; tra le ultime volontà, Mercury dichiarò di voler contribuire al sostegno del Terence Higgins Trust, una delle più importanti associazioni impegnate nella lotta contro l'AIDS. Per commemorare il cantante, May scelse di pubblicare un singolo contenente Bohemian Rhapsody e These Are the Days of Our Lives, i cui proventi vennero donati all'associazione; questo, che venne stampato nel giro di una settimana, vendette oltre 100 000 copie in soli sette giorni, arrivando alla prima posizione delle classifiche inglesi e risultando il singolo più venduto nel Natale di quell'anno. Il videoclip di These Are the Days of Our Lives, l'ultimo girato in vita da Freddie Mercury, il 31 maggio 1991, era rimasto inedito fino ad allora.

### Il Freddie Mercury Tribute Concert e gli album postumi (1992-2003)
I restanti membri dei Queen, alla notizia della morte del loro amico, vennero colpiti da un intenso dolore; tra la fine dell'anno e gli inizi del 1992 i tre decisero di prendersi una pausa, per riflettere sul proprio futuro. Ad aprile, May, Taylor e Deacon organizzarono un grande concerto dedicato alla memoria di Freddie Mercury nello stadio di Wembley di Londra, con numerosi artisti internazionali tra cui Tony Iommi, Metallica, Guns N' Roses, David Bowie, Roger Daltrey, Robert Plant, George Michael, Elton John, Annie Lennox, Liza Minnelli, Extreme, Def Leppard e Zucchero Fornaciari; i biglietti per questo evento terminarono in meno di sei ore. Il mega-concerto in stile glam, denominato Freddie Mercury Tribute Concert, si svolse il 20 aprile 1992 e venne visto in televisione da oltre un miliardo di persone. Il concerto, oltre che per l'eccezionalità dell'evento musicale, si segnalò per l'aver richiamato l'attenzione del mondo sul dramma dell'AIDS.

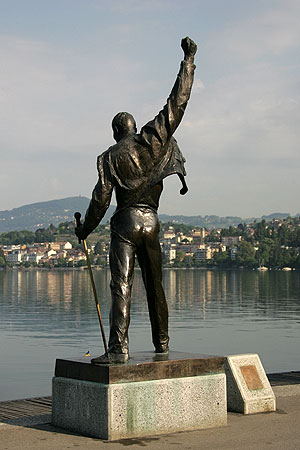
La statua di Mercury sulle rive del Lago Lemano a Montreux, Svizzera; questa, usata per la copertina di Made in Heaven, rappresenta il cantante al concerto di Wembley del 1986.

Gli anni successivi alla morte di Mercury sono stati gli anni più duri della band; infatti, nonostante le numerose crisi che li avevano visti protagonisti, nessuno aveva mai considerato possibile l'idea di uno scioglimento definitivo. May e Taylor cercarono dunque di far riacquistare al gruppo una propria identità; il chitarrista pubblicò Back to the Light nel settembre 1992, cominciando una serie di tour di buon successo, testimoniati dall'album Live at the Brixton Academy del 1994. Il batterista invece compose alcune canzoni, pubblicate poi in Happiness? nel 1994. Nell'estate 1992 la EMI pubblicò Live at Wembley '86, l'edizione integrale del concerto di Wembley del 1986, che fu parte del Magic Tour. Quando superarono lo shock della morte del cantante, i tre membri restanti dei Queen si ritrovarono, valutando la possibilità di realizzare un ultimo album con il nome Queen, utilizzando alcune parti vocali che Mercury aveva già registrato, quando, molto malato, poteva cantare solo poche ore al giorno.
Nel 1995 uscì Made in Heaven, che riportò i Queen ai primi posti delle classifiche di vendita. Il disco contenne le ultime tracce vocali di Mercury registrate poco prima di morire, come A Winter's Tale, You Don't Fool Me e Mother Love, che pare il cantante fosse stato costretto a registrare da seduto a causa delle condizioni che gli aveva arrecato la malattia, oltre ad alcune vecchie tracce rielaborate non pubblicate negli album precedenti, come My Life Has Been Saved; la stessa title track era concepita per The Works. La traccia d'apertura It's A Beautiful Day, un assolo di piano accompagnato dalla sola voce di Mercury, è il brano più esemplificativo dell'album, concepito come disco celebrativo degli anni passati dei Queen; Let Me Live fu invece la prima canzone in cui Mercury, May e Taylor cantarono insieme.
Nel 1997 fu pubblicata la raccolta Queen Rocks, comprensiva dei maggiori successi rock del gruppo, tra cui Stone Cold Crazy, One Vision, Hammer to Fall e I Want It All. Tra i brani di questo disco vi è anche No-One But You, primo e unico brano inedito creato dai tre rimanenti membri della band, con l'alternarsi alla voce di Brian May e di Roger Taylor, in memoria di Mercury e di Lady Diana, scomparsa in quell'anno; questo fu l'ultimo brano in cui John Deacon suonò il basso per i Queen. La sua ultima apparizione con il resto della band risale al 17 gennaio 1997, al Ballet for Life - Music by Queen & Mozart tenutosi a Parigi. Da allora, Deacon vive in Inghilterra con la sua famiglia e lavora come piccolo imprenditore.
Nel 1999 uscì Greatest Hits III, una raccolta "per mantenere alto il nome Queen". Questo disco contenne tracce soliste di Mercury, come Living on My Own e Barcelona, e di Brian May, come Driven by You. Una versione remixata di Under Pressure (unico singolo della raccolta) e vari duetti spiega l'insolito "+" presente sulla copertina dell'album accanto al nome "Queen"; Another One Bites the Dust è in questa occasione ripresa da Wyclef Jean, mentre The Show Must Go On e Somebody to Love vennero cantate rispettivamente da Elton John e George Michael. Il disco nel 2000 uscì in combinazione alle altre due Greatest Hits della band inglese con il nome di The Platinum Collection. Il 3 giugno 2002 May e Taylor vennero ospitati al Party at the Palace a Londra, dove suonarono con Phil Collins, Will Young, Joe Cocker e il cast del musical We Will Rock You, mentre nel 2003 intervennero al Pavarotti & Friends.

### Queen + Paul Rodgers (2004-2009)
Nel 2004 Taylor ipotizzò l'organizzazione di un tour in Europa e negli Stati Uniti insieme a May e a l'ex cantante dei Free e dei Bad Company, Paul Rodgers. La tournée venne criticata per aver cercato di riesumare la band, pur senza la presenza di due membri degli originari Queen. Per una precisa scelta dei due membri del gruppo, l'esperienza è stata chiamata Queen + Paul Rodgers.

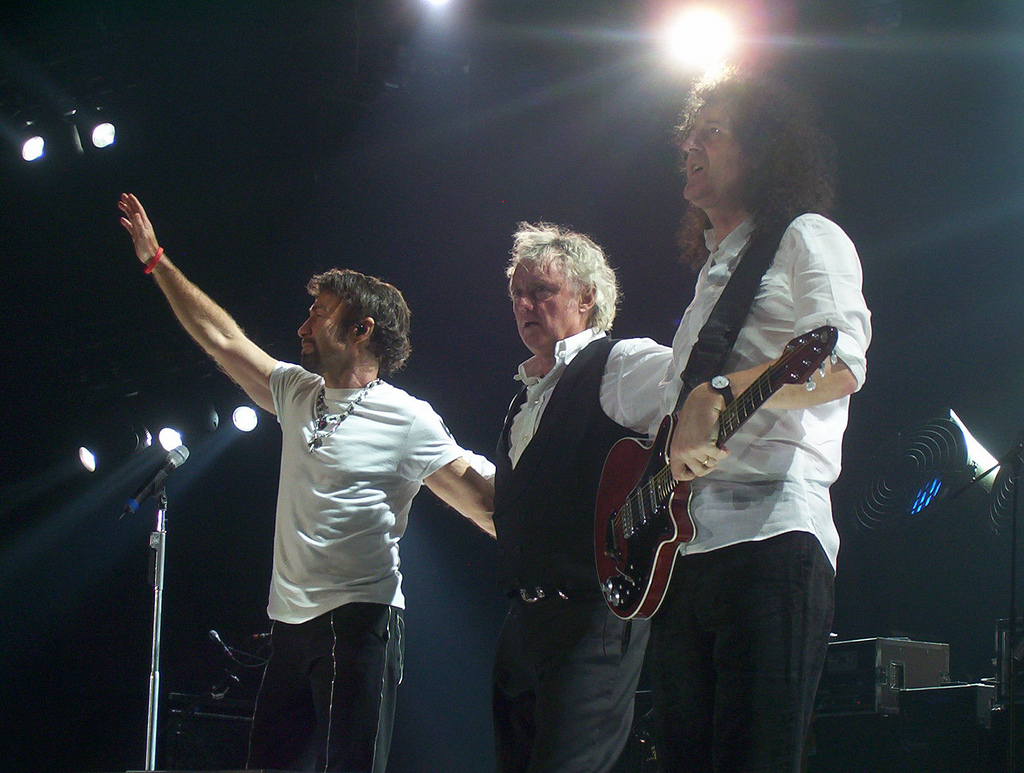
Paul Rodgers, Roger Taylor e Brian May in un concerto dei Queen + Paul Rodgers del 2005

Nella primavera del 2005, i Queen + Paul Rodgers partirono per una tournée, il cui successo indusse May, Taylor e Rodgers a continuare l'avventura anche in Giappone e in Nord America, dove riscossero altrettanto successo. Il 19 settembre 2005, il tour europeo Queen + Paul Rodgers portò alla pubblicazione del doppio CD live Return of the Champions, raccolta dei brani presenti in scaletta nei concerti del tour, comprendenti anche alcuni brani dei Free e dei Bad Company. Il 15 agosto 2006, Brian May annunciò il ritorno dei Queen con la registrazione di un nuovo album di studio, dopo 12 anni di silenzio discografico. May sostenne che sarebbe stato tutto materiale nuovo da non confrontare con quello degli anni precedenti; nel marzo 2008 vennero annunciati da parte del gruppo sia il lancio del nuovo album The Cosmos Rocks, pubblicato successivamente il 15 settembre 2008 in Europa e il 14 ottobre in USA, sia il nuovo tour, che partì il 16 settembre 2008 e toccò 25 città. Nel maggio 2009 Rodgers e May sancirono la fine della collaborazione.
Risalgono infine a questo periodo le uscite di due doppi cd e relativi DVD di due concerti tenuti dalla band nei primi anni '80: Queen on Fire - Live at the Bowl del 1982, uscito nell'ottobre del 2004, e Queen Rock Montreal del 24 novembre 1981 (10 anni esatti prima della scomparsa del cantante), pubblicato nel 2007. Il DVD di quest'ultimo contiene anche l'esibizione della band al Live Aid del 1985.

### Distacco dalla EMI e 40º anniversario (2009-2011)
Nel novembre del 2009 uscì una nuova raccolta dei brani dei Queen, chiamata Absolute Greatest, che raggiunse la terza posizione della classifica britannica. La raccolta venne preceduta e seguita da una serie di quattro cofanetti (The Singles Collection) contenenti le versioni rimasterizzate dei singoli pubblicati dalla band nel corso della carriera. Il 7 maggio 2010 i due musicisti annunciarono l'abbandono della EMI, loro casa discografica per 40 anni. May e Taylor decisero di passare alla Island Records, una succursale della Universal Music con un contratto da 10 milioni di sterline. Una rimasterizzazione di Teo Torriatte (Let Us Cling Together) venne poi inclusa in Songs for Japan, una raccolta di canzoni di molti artisti internazionali, pubblicata nel marzo 2011 per raccogliere fondi a favore delle vittime del terremoto e maremoto del Tōhoku del 2011. Il 14 marzo 2011, sempre in occasione del 40º anniversario della band, vennero nuovamente pubblicati nel Regno Unito i primi cinque album dei Queen, mentre nel resto del mondo furono rimasterizzate delle edizioni deluxe. Gli altri dischi della discografia della band sono stati pubblicati tra il 27 giugno e il 5 settembre. Sempre per festeggiare i 40 anni dei Queen, Taylor ha organizzato Queen Extravaganza, un concorso volto a creare una tribute band ufficiale dei Queen. Ai Broadcast Music Incorporated (BMI) Awards del 2011 svoltisi a Londra il 4 ottobre, i Queen ricevettero il BMI Icon Award come riconoscimento del loro successo airplay negli USA. Agli MTV Europe Music Awards 2011 del 6 novembre i Queen hanno ricevuto il Global Icon Award. I Queen hanno chiuso la cerimonia di premiazione, con Adam Lambert come voce, eseguendo The Show Must Go On, We Will Rock You e We Are the Champions. La collaborazione ha ricevuto un responso positivo da parte di critica e fan, facendo nascere speculazioni su futuri progetti insieme.

### Queen + Adam Lambert,Queen Forever e Face it alone(2011-2022)

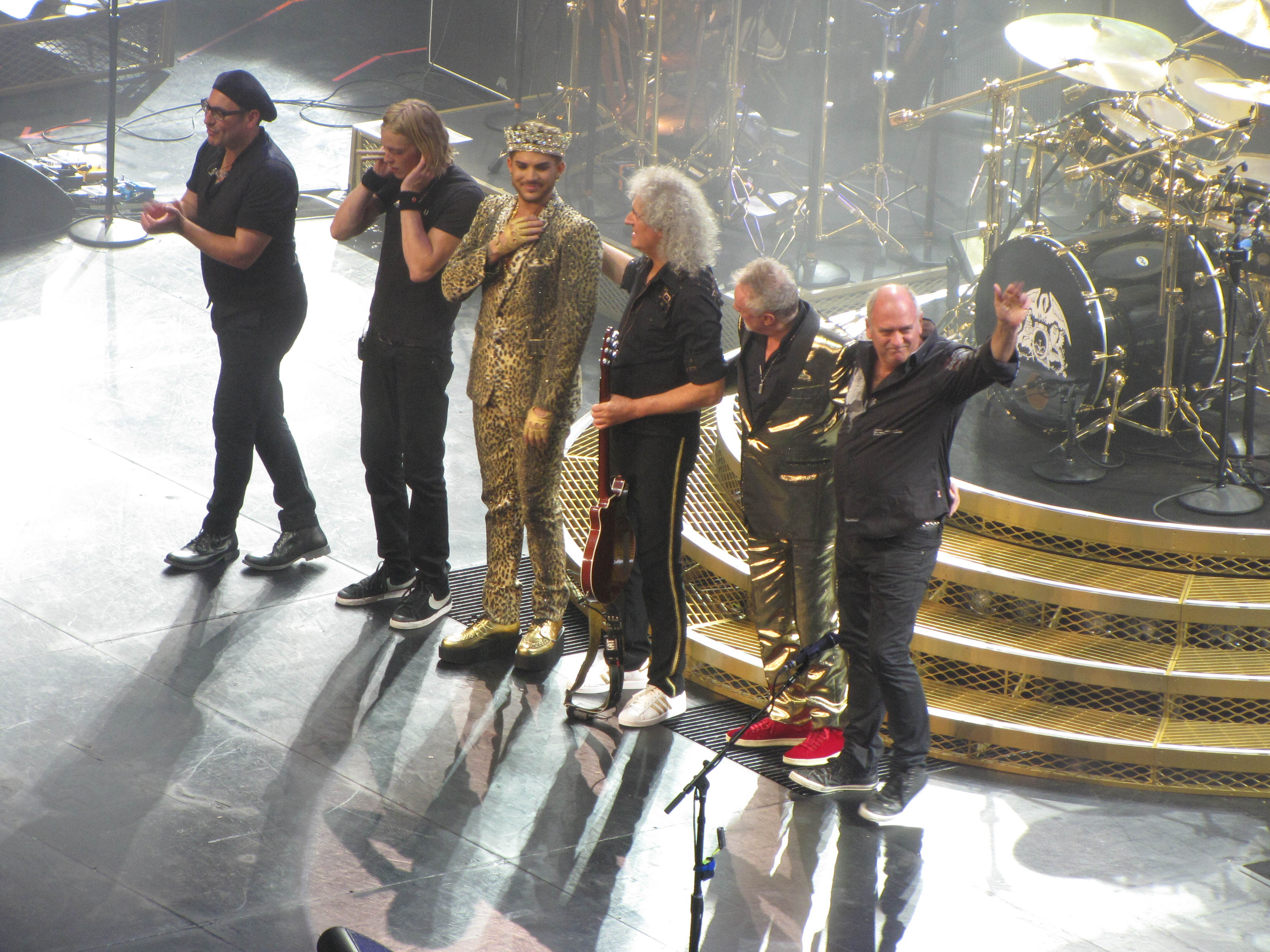
Concerto dei Queen + Adam Lambert al TD Garden di Boston nel luglio 2014

Dal 30 giugno il duo ha ricominciato a collaborare con Lambert: in quel giorno i tre si sono esibiti a Kiev in un concerto di beneficenza organizzato dalla Elena Pinchuk ANTIAIDS Foundation, in occasione della finale del campionato europeo di calcio 2012. Al concerto ha partecipato anche Elton John. Il concerto del 30 giugno è stato il primo di un piccolo tour europeo dei "Queen + Adam Lambert", di cui avrebbe dovuto far parte anche un'esibizione al Sonisphere Festival a Knebworth il 7 luglio 2012 prima che il festival venisse cancellato. Le altre esibizioni del tour si sono svolte il 3 luglio a Mosca, il 7 a Breslavia e l'11, 12 e 14 luglio a Londra (queste ultime date in sostituzione di quella al Sonisphere). Il 12 agosto 2012 Brian May e Roger Taylor si sono esibiti alla cerimonia di chiusura dei Giochi della XXX Olimpiade, insieme a Jessie J; la performance si è aperta con una rimasterizzazione speciale del video di Freddie Mercury che durante il concerto del 1986 al Wembley Stadium esegue la sua routine di chiamata e risposta.
Intanto il gruppo pubblica tre raccolte contenenti alcuni brani meno noti. Le raccolte prendono il nome di Deep Cuts ed escono nel 2011. Nel novembre del 2012 è uscito il doppio CD e DVD Hungarian Rhapsody: Live in Budapest, concerto del Magic Tour già pubblicato in VHS nel 1987.
Nell'ottobre 2011 era stato annunciato che i Queen avrebbero registrato un nuovo album con demo perdute di Mercury. May aveva confermato che lui e Taylor si stavano facendo strada attraverso il vecchio materiale della band per compilare una selezione di canzoni inedite per il prossimo album. May aveva anche rivelato che un duetto che Mercury aveva registrato con Michael Jackson sarebbe stato pubblicato nel 2012.
Nel settembre 2014 esce il doppio CD e DVD Live at the Rainbow '74. Trattasi della registrazione dei concerti avvenuti il 31 marzo e il 19 e 20 novembre 1974 al Rainbow Theatre di Londra. Il disco Live precede di qualche mese l'uscita della raccolta Queen Forever contenente una versione inedita di Let Me in Your Heart Again, Love Kills e There Must Be More in Life Than This registrata in duetto con Michael Jackson. Nei primi due mesi del 2015 i Queen + Adam Lambert intraprendono un tour europeo che successivamente sarà ampliato anche al Sud America con la partecipazione al Rock In Rio. Nel 2016 la band torna dal vivo nei principali festival musicali estivi europei.

Il 13 ottobre 2022 il gruppo ha annunciato l'uscita di un inedito risalente al 1988, durante le sessioni di registrazione dell'album The Miracle, intitolato Face It Alone. Riguardo al brano, Taylor lo ha definito un «piccolo gioiello. È meraviglioso, una vera scoperta. È un pezzo molto appassionato», mentre May invece ha dichiarato:

## Stile musicale
(Brian May)

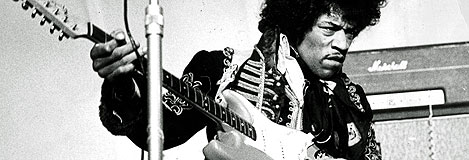
Jimi Hendrix, l'artista preferito da Mercury a cui si ispirò per divenire un musicista.

I Queen si sono da sempre caratterizzati per lo stile sospeso fra hard rock e glam rock – con influenze rock progressivo agli inizi – il quale segue la struttura della musica pop e solo in alcuni casi sfocia nell'heavy metal. Sono riconoscibili grazie alla loro esuberanza intenzionalmente teatrale, barocca e kitsch, nonché per le armonie vocali costituite generalmente dalle voci di May, Mercury e Taylor e presenti soprattutto nei loro primi dischi come A Night at the Opera e A Day at the Races. La sperimentazione sonica ha caratterizzato pesantemente le canzoni dei Queen; ad esempio, erano noti anche per i loro canti multitraccia, allo scopo di imitare, attraverso le sovraincisioni, il suono di un grande coro. Nel corso della loro carriera, la band ha toccato varie forme di musica rock già consolidate nel panorama musicale; associati prevalentemente a sonorità rock progressivo, glam e art rock, attinsero inoltre ai più svariati sottogeneri rock, passando dall'hard rock (Hammer to Fall) al pop rock (A Kind of Magic), dall'arena rock (We Will Rock You) all'heavy metal (Stone Cold Crazy), dal rock and roll (Man on the Prowl) al piano rock (Don't Stop Me Now), fino al rock psichedelico (Get Down Make Love). Sperimentarono anche sonorità lontane dalla radice rock del quartetto, come blues (See What a Fool I've Been), funk rock (Another One Bites the Dust), dance rock (I Was Born To Love You), blues rock (White Man), gospel (Let Me Live), disco (Body Language), synth pop (Radio Ga Ga), ragtime (Bring Back That Leroy Brown), vaudeville (Seaside Rendezvous), funk (Back Chat), folk (’39), musica classica (The Wedding March) e raramente punk rock (Sheer Heart Attack), christian rock (Jesus), boogie rock (Now I'm Here), rock sinfonico (Who Wants to Live Forever), rockabilly (Crazy Little Thing Called Love), dixieland (Good Company), standard (My Melancholy Blues) e calypso (Who Needs You).
Durante gli anni settanta nei primi album in studio, specialmente dall'album A Night at the Opera (1975), iniziarono ad incorporare sonorità progressive. Tuttavia l'album The Game (1980), primo album dei Queen degli anni ottanta, segna una transizione verso un suono più commerciale debitore del pop, del rockabilly e della disco music. Tuttavia, dalla seconda metà degli anni ottanta in poi, e in particolare l'album Innuendo (1991), ha visto il gruppo ritornare allo stile hard delle origini. Furono influenzati da numerosi artisti rock britannici, come Pink Floyd, The Beatles, The Rolling Stones e Led Zeppelin. Tra i cantanti più apprezzati da Mercury vi erano inoltre Elvis Presley, Robert Plant e Jimi Hendrix, oltre a Liza Minnelli, John Lennon, Eric Clapton e Aretha Franklin. Lo stile glam della band, fatto da abiti bizzarri ed eccentrici, occhi truccati e unghie laccate, nacque alla fine degli anni sessanta, ed ebbe come principali esponenti David Bowie e T. Rex.

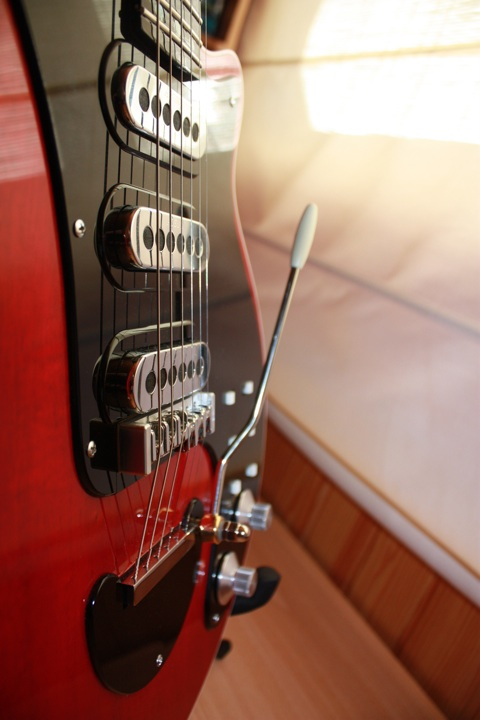
La Red Special, costruita da May nel 1963

Molte canzoni scritte dal gruppo britannico videro la partecipazione dei fan, come in We Will Rock You e We Are the Champions. Alcuni critici hanno inoltre sottolineato la teatralità, musicale oltre che scenica, dei Queen e delle loro opere; questo è dovuto principalmente all'uso della Red Special di May, agli elaborati cori vocali, alla potenza espressiva della voce di Mercury e al ritmo scandito dalla batteria di Taylor e dal basso di Deacon, oltre che all'armoniosa diversità dei brani della band.

### I testi
Nello sviluppo dei brani, benché tutti i quattro membri della band venissero considerati allo stesso modo, Freddie Mercury e Brian May risultano essere i principali autori dei pezzi dei Queen; infatti, su un totale di 180 tracce, il cantante ha composto 51 canzoni e il chitarrista 46, mentre Roger Taylor e John Deacon sono fermi rispettivamente a 22 e 14 brani. A partire dall'album The Miracle del 1989, tutti i brani del gruppo vennero accreditati con la dicitura "parole e musica dei Queen", per cui 35 tracce non hanno un autore ben definito. 8 canzoni invece sono sorte dalla collaborazione di due membri della band.
Tra i brani che hanno un autore esterno al gruppo vi sono:
- Doing All Right dell'album Queen (1973) risale al tempo della collaborazione tra May e Tim Staffell negli Smile;[155]
- Under Pressure, inserita in Hot Space (1982), è frutto della collaborazione tra i Queen e David Bowie, incontratisi presso i Mountain Studios di Montreux;
- Too Much Love Will Kill You è stata scritta da May, Elizabeth Lamers e Frank Musker e inserita in Made in Heaven (1995);
- All God's People dell'album Innuendo (1991) venne scritta da Mercury, con Mike Moran come coautore.

### Influenze su altri artisti

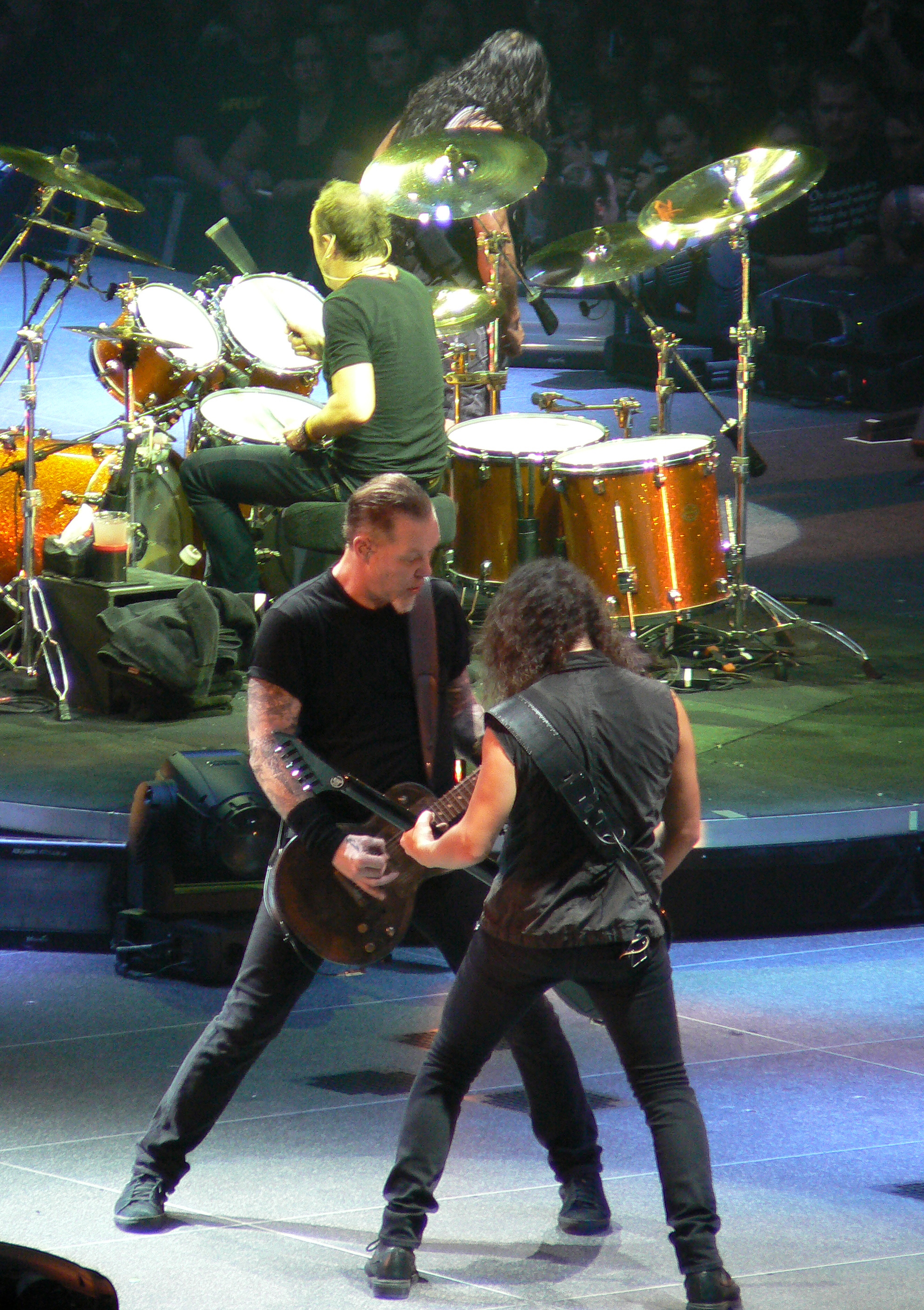
I Metallica, una delle band influenzate dalle musiche dei Queen

Inizialmente disprezzati da molti critici, soprattutto negli Stati Uniti d'America, i Queen sono stati in seguito rivalutati per aver influito su vari artisti successivi di vari generi, come glam rock, hard rock, heavy metal, pop rock, progressive rock e pop; molti musicisti, di differente stile, nazione o generazione, hanno dichiarato di ispirarsi in buona parte al gruppo londinese. Tra gli artisti che hanno citato la band per la loro influenza vi sono Ben Folds Five, Blind Guardian, Def Leppard, Dream Theater, Extreme, Foo Fighters, Frankie Goes to Hollywood, Guns N' Roses, Helloween, Judas Priest, Kansas, Katy Perry, Keane, Iron Maiden, Manic Street Preachers, Marilyn Manson, Metallica, George Michael, Mika, Muse, My Chemical Romance, Panic! at the Disco, Queensrÿche, Radiohead, Robbie Williams, Steve Vai, Styx, Sweet, The Ark, The Darkness The Smashing Pumpkins e Trivium.
Michael Jackson, amico di Mercury nei primi anni ottanta, citò l'album Hot Space come ispirazione per Thriller, cui doveva partecipare anche Mercury stesso. Il gruppo è stato anche considerato ispiratore del metal neoclassico dal chitarrista Yngwie Malmsteen. Inoltre, Lady Gaga, nel 2009, ha dichiarato che il suo nome d'arte è un chiaro riferimento a Radio Ga Ga dei Queen.
Numerose canzoni dei Queen sono spesso state rivisitate nel corso degli anni da svariati artisti. Nel 1991, ad esempio, i Metallica incisero una propria versione di Stone Cold Crazy, da Sheer Heart Attack del 1974, brano spesso citato come predecessore dello speed e del thrash metal.

## Tournée

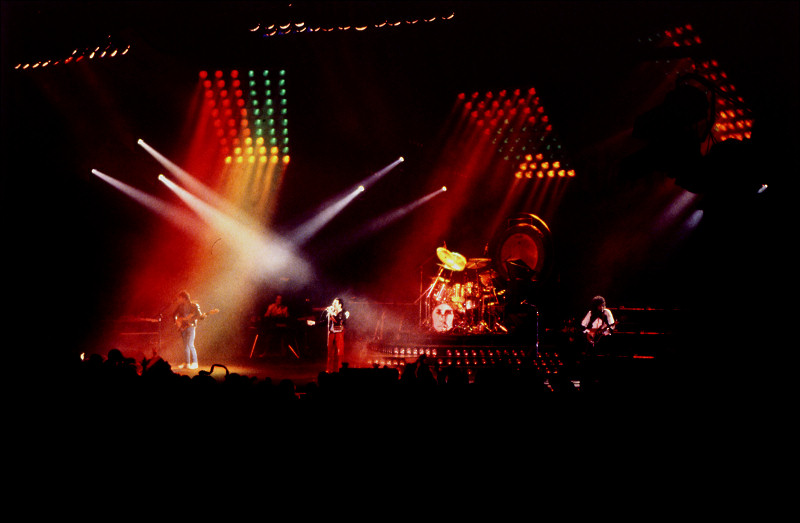
Il concerto della band a Drammenshallen, Norvegia, del 12 aprile 1982

Dal 1970 al 1986, i Queen sono stati protagonisti di 707 concerti, diventando una delle band di maggior successo dal vivo degli anni settanta e ottanta. La prima esibizione in pubblico si tenne a Truro il 27 giugno 1970, in un concerto di beneficenza per la Croce rossa, quando Mercury, Taylor e May erano completati da Mike Grose al basso. L'ultimo concerto tenuto dai Queen al completo, prima che la malattia debilitasse Mercury, fu quello di Knebworth il 9 agosto 1986, davanti a 120.000 spettatori. Dal 1973, con l'uscita del primo album Queen, fino al 1986 dopo A Kind of Magic, la band organizzava un tour dopo ogni album. Questa consuetudine fu poi interrotta sul finire degli anni ottanta, a causa dei primi sintomi della malattia di Mercury. I Queen tennero negli Stati Uniti quasi 250 concerti e nel Regno Unito circa 200; in questa classifica, vi sono in seguito Germania e Giappone, rispettivamente con 55 e 51 spettacoli. L'esibizione con il maggior numero di spettatori si tenne nel 1985 a Rio de Janeiro per Rock in Rio, con circa 470.000 paganti. Il concerto con la minore affluenza invece fu quello del 28 gennaio 1972 nel Bedford College di Londra, dove il gruppo si esibì davanti a 6 persone.
Il gruppo, per l'importanza che attribuivano alle esibizioni live, diedero molta enfasi alla costruzione dei loro concerti; la prima metà della scaletta era caratterizzata da canzoni hard rock e da brani veloci, seguita da pezzi più tranquilli, oltre che improvvisazioni soliste di May o Taylor, per concedere brevi pause all'evento, per poi tornare a brani emotivamente più impegnativi e ai loro cavalli di battaglia. Freddie Mercury voleva che ogni esibizione della band fosse uno spettacolo unico e originale, avvicinandolo a un'opera teatrale, grazie anche alle sue doti di improvvisazione, oltre che degli altri membri del gruppo; i molti costumi stravaganti accompagnarono un catalogo di canzoni imponente e molto vario, utilizzando sistemi audio multipli, enormi apparecchi di illuminazione e numerosi effetti speciali, con notevoli giochi di luci, nebbia artificiale e fuochi d'artificio. Come cantante, Freddie Mercury era capace di creare uno stretto legame con il pubblico, caratteristica ammirata da numerosi artisti come Bob Geldof, David Bowie, George Michael, Kurt Cobain e Robbie Williams. Mercury sapeva interagire con il pubblico, facendolo realmente partecipare al concerto, indipendentemente dalle dimensioni della manifestazione, riuscendo, con la sua dinamicità e le sue danze, ad affascinare e conquistare il pubblico; il microfono, che spostava per tutto il palco, che doveva essere necessariamente grande (talvolta era anche composto da scale e rampe), veniva usato per le sue coreografie e divenne parte integrante della sua presenza scenica. Nel 2012 la rivista NME li ha posizionati al quarto posto tra le migliori band per esibizioni dal vivo.

## Lo stemma

Lo stemma dei Queen, disegnato da Freddie Mercury

Lo stemma dei Queen, conosciuto anche con il termine inglese Queen Crest, venne disegnato da Freddie Mercury, che si diplomò al Ealing Art College di Londra, poco prima dell'uscita del primo album della band; infatti la versione originale del logotipo dei Queen, divenuto segno distintivo del quartetto, è riportato inoltre sul retro della copertina di Queen. L'immagine, che comparve per la prima volta in copertina con A Night at the Opera nel 1975, è inoltre presente, in diverse versioni, nelle copertine degli album A Day at the Races, Greatest Hits II e Queen Rocks. Mercury aveva disegnato questo logotipo perché voleva per il suo gruppo "un simbolo dell'epoca", basandosi sullo stemma reale del Regno Unito, integrando per questo motivo eleganza, patriottismo e regalità.
L'immagine include i segni zodiacali dei quattro componenti della band; due leoni rampanti, che identificano Taylor e Deacon, presidiano la corona della regina al centro di una "Q" (Queen), sormontata da un granchio color bronzo metallico che indica il segno di May, il Cancro, sopra il quale si libra un anello di fiamme che dà l'impressione di una seconda corona. Due fate bianche, a rappresentare la Vergine, che identifica Mercury, contrapposte al color senape dei leoni, osservano dal basso la lettera. Tutti gli elementi sono sovrastati da una grande fenice con le ali spiegate, uccello mitologico conosciuto per la capacità di ritornare in vita dalle sue stesse ceneri, scelta in segno di immortalità e speranza. Il giallo e l'arancio sono i principali colori dello stemma, con una sfumatura di rosso per quanto riguarda la fascia che forma la "Q". Sulla parte inferiore, il nome "Queen" appare in stile latino, con curvature ben definite.

## I Queen nei media

### Film e televisione
I Queen contribuirono direttamente alla colonna sonora dei film Flash Gordon, diretto da Mike Hodges nel 1980, e Highlander - L'ultimo immortale, diretto da Russell Mulcahy nel 1986; in quest'ultimo sono presenti i brani A Kind of Magic, One Year of Love, Who Wants to Live Forever, Hammer to Fall e Princes of the Universe. A Kind of Magic fa invece parte della scena iniziale di Highlander II - Il ritorno. Negli Stati Uniti, Bohemian Rhapsody è stato ripubblicato come singolo nel 1992, dopo essere comparso in Fusi di testa - Wayne's World. Il singolo ha successivamente raggiunto la seconda posizione della classifica statunitense e ha contribuito a riaccendere la popolarità della band in Nord America.
Mantenendo la tradizione, dalla quinta stagione in poi, di nominare gli episodi di ogni stagione con le canzoni di una famosa band rock degli anni settanta, l'ottava e ultima stagione della sitcom statunitense That '70s Show consiste in episodi denominati con le varie tracce dei Queen; Bohemian Rhapsody è il titolo della première della stagione. Anche alcuni episodi de I Simpson vedono presenti canzoni dei Queen. Nell'autunno 2009, nell'episodio The Rhodes Not Taken di Glee, il coro della scuola canta Somebody To Love. È inoltre presente un episodio della decima stagione de I Griffin intitolato "Killer Queen", come l'omonima canzone presente nell'album Sheer Heart Attack; in questo episodio, Stewie è terrorizzato dal robot della copertina dell'album della band News Of The World.
L'11 aprile 2006, May e Taylor sono apparsi al concorso canoro televisivo American Idol. Ogni concorrente ha dovuto cantare una canzone dei Queen durante la settimana del concorso; i brani apparsi nello show sono Bohemian Rhapsody, Fat Bottomed Girls, The Show Must Go On, Who Wants to Live Forever e Innuendo. I due sono di nuovo apparsi alla finale dell'ottava stagione di American Idol, nel maggio 2009, cantando We Are the Champions con i finalisti Kris Allen e Adam Lambert. Il 15 novembre 2009 i due musicisti sono apparsi anche in un altro show televisivo di concorso canoro, X Factor.
Agli MTV Europe Music Awards 2011, il 6 novembre, i Queen ricevettero il premio Global Icon, che Katy Perry consegnò a Brian May. I Queen chiusero la cerimonia di consegna dei premi, con Adam Lambert come cantante. In aprile la band è tornata a esibirsi allo show American Idol: il 25 hanno eseguito Fat Bottomed Girls, Another One Bites the Dust, We Will Rock You e We Are the Champions con i Top 6, mentre il 26 si sono esibiti con la loro tribute band ufficiale The Queen Extravaganza (creata dallo stesso Roger Taylor) in Somebody to Love.
Il film del 2018 Bohemian Rhapsody narra le vicende del gruppo e di Mercury, interpretato da Rami Malek, mentre Gwilym Lee, Ben Hardy e Joseph Mazzello sono rispettivamente May, Taylor e Deacon. La pellicola è riuscita a conquistare quattro premi Oscar nell'edizione 2019 della prestigiosa rassegna cinematografica, tra cui l'Oscar al miglior attore assegnato a Malek. La formazione attuale (composta solo da Brian May e Roger Taylor) riapparirà poi nel finale di My Little Pony - In viaggio con le Cutie Mark Crusaders e canteranno la canzone I Want It All.

### Teatro e musical

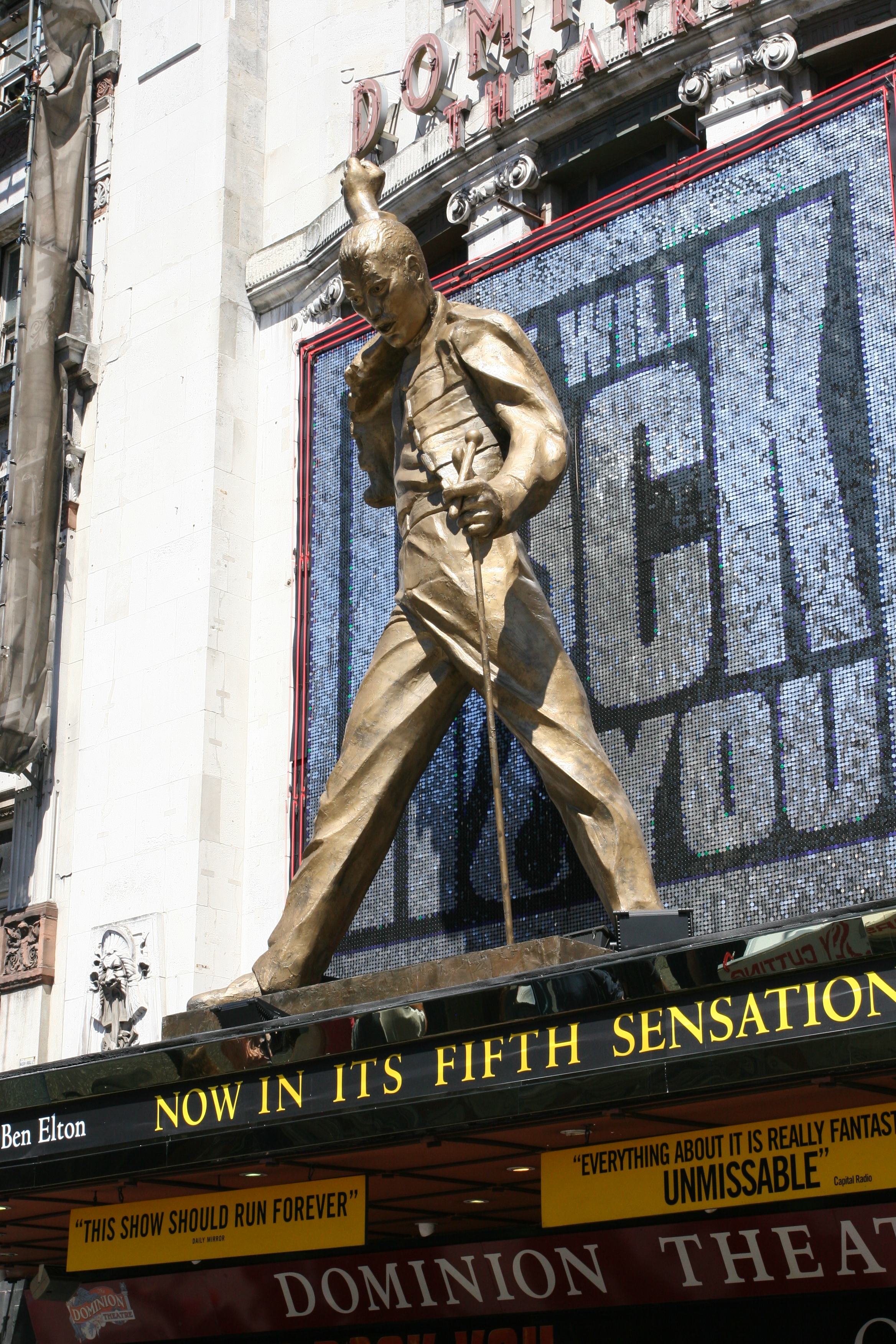
Una statua di Mercury presso il Dominion Theatre di Londra, dove si tiene We Will Rock You

Nel 2002 venne inaugurato al Dominion Theatre di Londra un musical basato sulle canzoni dei Queen, intitolato We Will Rock You. Il musical è stato scritto dall'autore e commediante inglese Ben Elton, in collaborazione con May e Roger, e prodotto da Robert De Niro. Il lancio del musical coincise con il giubileo d'oro della Regina Elisabetta II; come parte della celebrazione, May eseguì un assolo dell'inno inglese God Save the Queen dal tetto di Buckingham Palace, partecipando all'esibizione finale a fianco di Eric Clapton, Elton John, dove insieme hanno eseguito alcuni brani dell'ex Beatles Paul McCartney. La registrazione di questa performance venne usata per il video della stessa canzone per l'edizione DVD del 30º anniversario di A Night at the Opera.
Il musical, che è approdato in numerose città in tutto il mondo, avrebbe dovuto concludere le sue rappresentazioni al Dominion Theatre il 7 ottobre 2006, tuttavia, a causa delle molteplici richieste, lo spettacolo è stato prolungato indefinitamente. L'ultima performance è andata in scena il 31 maggio 2014, dopo 12 anni, 4600 show e una media annua di 600.000 biglietti venduti. We Will Rock You è diventato il più duraturo musical nei teatri londinesi, battendo il precedente record di Grease. Brian May ha confermato che gli autori stanno considerando l'idea di scrivere un sequel del musical.
Sean Bovim ha creato il Queen at the Ballet, un balletto concepito come tributo a Freddie Mercury, nel quale sono usate le musiche dei Queen come colonne sonore per le danze, interpretando la storia sulla base di canzoni come Bohemian Rhapsody, Radio Ga Ga e Killer Queen. La musica dei Queen appare anche nella produzione "off-Broadway" Power Balladz.

### Video game
In collaborazione con Electronic Arts, i Queen pubblicarono nel 1998 il gioco per computer Queen: The eYe, che non ebbe successo di vendite a causa della trama poco avvincente, la scarsa pubblicità e la grafica già obsoleta al momento della pubblicazione. La colonna sonora del gioco, la cui trama si basa sul musical We Will Rock You, è composta da brani della band, con remix elettronici in versione strumentale.
I Queen sono stati più volte presenti nel franchise Guitar Hero: una reinterpretazione di Killer Queen nell'originale Guitar Hero, We Are the Champions, Fat Bottomed Girls e C-lebrity di Queen + Paul Rodgers in un track pack per Guitar Hero World Tour, Under Pressure con David Bowie in Guitar Hero 5 e Bohemian Rhapsody di Guitar Hero: Warriors of Rock. Il quartetto è presente più volte anche nel franchise Rock Band: un track pack di 10 canzoni che sono compatibili con Rock Band, Rock Band 2 e Rock Band 3. La band inoltre è comparso nel videogioco Lego Rock Band; il 13 ottobre 2009, May ha confermato l'idea di un capitolo di questa serie interamente dedicato ai Queen.
Il 20 marzo 2009, Sony Computer Entertainment ha pubblicato una versione della serie SingStar con protagonisti i Queen; il gioco, che è disponibile per PlayStation 2 e PlayStation 3, si intitola SingStar Queen e dispone di 25 canzoni per PS3 e 20 per PS2. We Will Rock You e altre canzoni della band britannica appaiono anche in DJ Hero.

## Fan club
The Official International Queen Fan Club è il fan club ufficiale della band, sorto nei pressi di Londra nel 1973 e istituito da Pat e Sue Johnstone, poco dopo l'uscita del primo album della band. I membri furono numerosissimi dall'inizio (circa 20 000 in tutto il mondo). Le pubblicazioni della fanzine sono trimestrali e contengono notizie aggiornate sul gruppo, offrono gadget dei Queen e talvolta in allegato viene inclusa una lettera da parte di un componente.
Verso la fine degli anni ottanta, il fan club iniziò a organizzare convention con cadenza annuale in differenti luoghi della Gran Bretagna. Tali incontri spesso erano occasioni per ascoltare inediti e registrazioni realizzate dai membri del gruppo; Mercury compose ad esempio Have a Nice Day, accompagnato al pianoforte da Mike Moran. Secondo il Guinness dei primati, si tratta del «più durato fan club di un gruppo rock al mondo».

## Formazione

### Attuale
- Brian May – chitarra solista e ritmica, pianoforte, voce (1970-presente)
- Roger Taylor – batteria, percussioni, chitarra ritmica, voce, basso (1970-presente)

### Ex componenti
- Mike Grose – basso (1970)
- Barry Mitchell – basso (1970-1971)
- Doug Bogie – basso (1971)
- Freddie Mercury – voce, pianoforte, tastiera, chitarra ritmica (1970-1991)
- John Deacon – basso, chitarra ritmica, seconda voce (1971-1997, 2022)

## Discografia

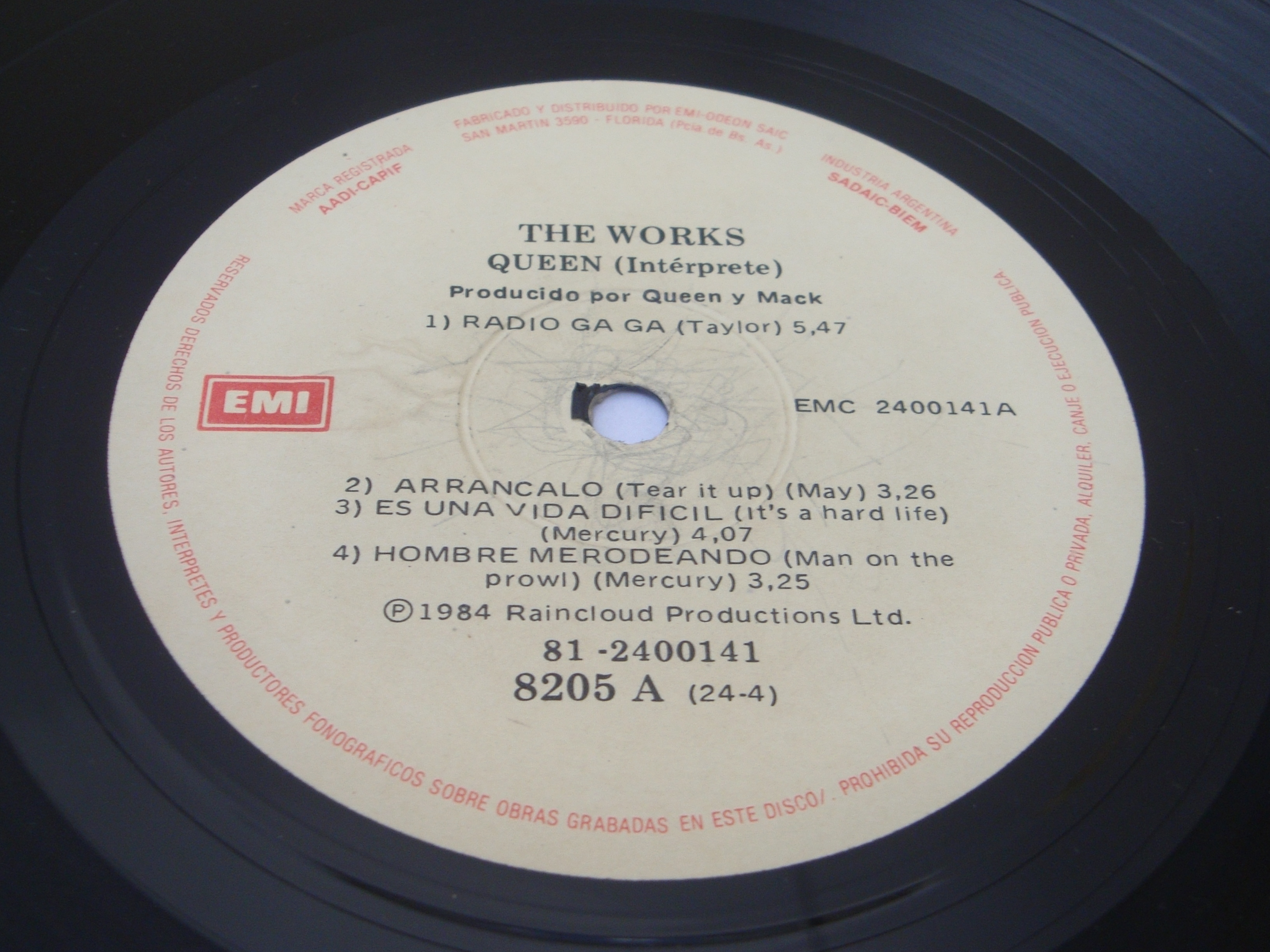
Disco in vinile di The Works

### Album in studio
- 1973 – Queen
- 1974 – Queen II
- 1974 – Sheer Heart Attack
- 1975 – A Night at the Opera
- 1976 – A Day at the Races
- 1977 – News of the World
- 1978 – Jazz
- 1980 – The Game
- 1980 – Flash Gordon
- 1982 – Hot Space
- 1984 – The Works
- 1986 – A Kind of Magic
- 1989 – The Miracle
- 1991 – Innuendo
- 1995 – Made in Heaven

### Album dal vivo
- 1979 – Live Killers
- 1985 – Live in Rio
- 1986 – Live Magic
- 1989 – Queen at the Beeb
- 1992 – Live at Wembley '86
- 2004 – Queen on Fire - Live at the Bowl
- 2007 – Queen Rock Montreal
- 2012 – Hungarian Rhapsody: Live in Budapest
- 2014 – Live at the Rainbow '74
- 2015 – A Night at the Odeon

### Raccolte
- 1981 – Greatest Hits
- 1991 – Greatest Hits II
- 1992 – Classic Queen
- 1992 – The 12" Collection
- 1997 – Queen Rocks
- 1999 – Greatest Hits III
- 2005 – Jewels II
- 2006 – Stone Cold Classics
- 2007 – The A-Z of Queen, Volume 1
- 2009 – Absolute Greatest
- 2011 – Deep Cuts, Volume 1 (1973-1976)
- 2011 – Deep Cuts, Volume 2 (1977-1982)
- 2011 – Deep Cuts, Volume 3 (1984-1995)
- 2013 – Icon
- 2014 – Queen Forever
- 2016 – On Air
- 2020 – Greatest Hits in Japan

### Colonne sonore
- 1980 – Flash Gordon
- 1986 – A Kind of Magic
- 2018 – Bohemian Rhapsody: The Original Soundtrack

## Tournée
- 1973 – Queen I Tour (Regno Unito, Europa, con Mott the Hoople, Australia)
- 1973-1974 – Queen II Tour (Regno Unito, Stati Uniti, con Mott the Hoople)
- 1974-1975 – Sheer Heart Attack Tour (Regno Unito, Europa, Stati Uniti, Giappone)
- 1975-1976 – A Night at the Opera Tour (Regno Unito, Stati Uniti, Giappone)
- 1976 – Summer Gigs 1976 (Regno Unito)
- 1977 – A Day at the Races Tour (Europa, Stati Uniti, Canada, Regno Unito)
- 1977 – News of the World Tour (Stati Uniti, Canada, Europa, Regno Unito)
- 1978 – Jazz Tour (Stati Uniti, Canada)
- 1979 – Live Killers Tour (Europa, Giappone)
- 1979 – Crazy Tour (Regno Unito, Irlanda)
- 1980 – The Game Tour (Stati Uniti, Canada, Europa, Regno Unito, Giappone, Argentina, Brasile, Venezuela, Messico)
- 1982 – Hot Space Tour (Europa, Canada, Stati Uniti, Regno Unito, Giappone)
- 1984 – The Works Tour (Europa, Regno Unito, Bophuthatswana, Brasile, Oceania, Giappone)
- 1986 – Magic Tour (Europa, Regno Unito)

## Riconoscimenti

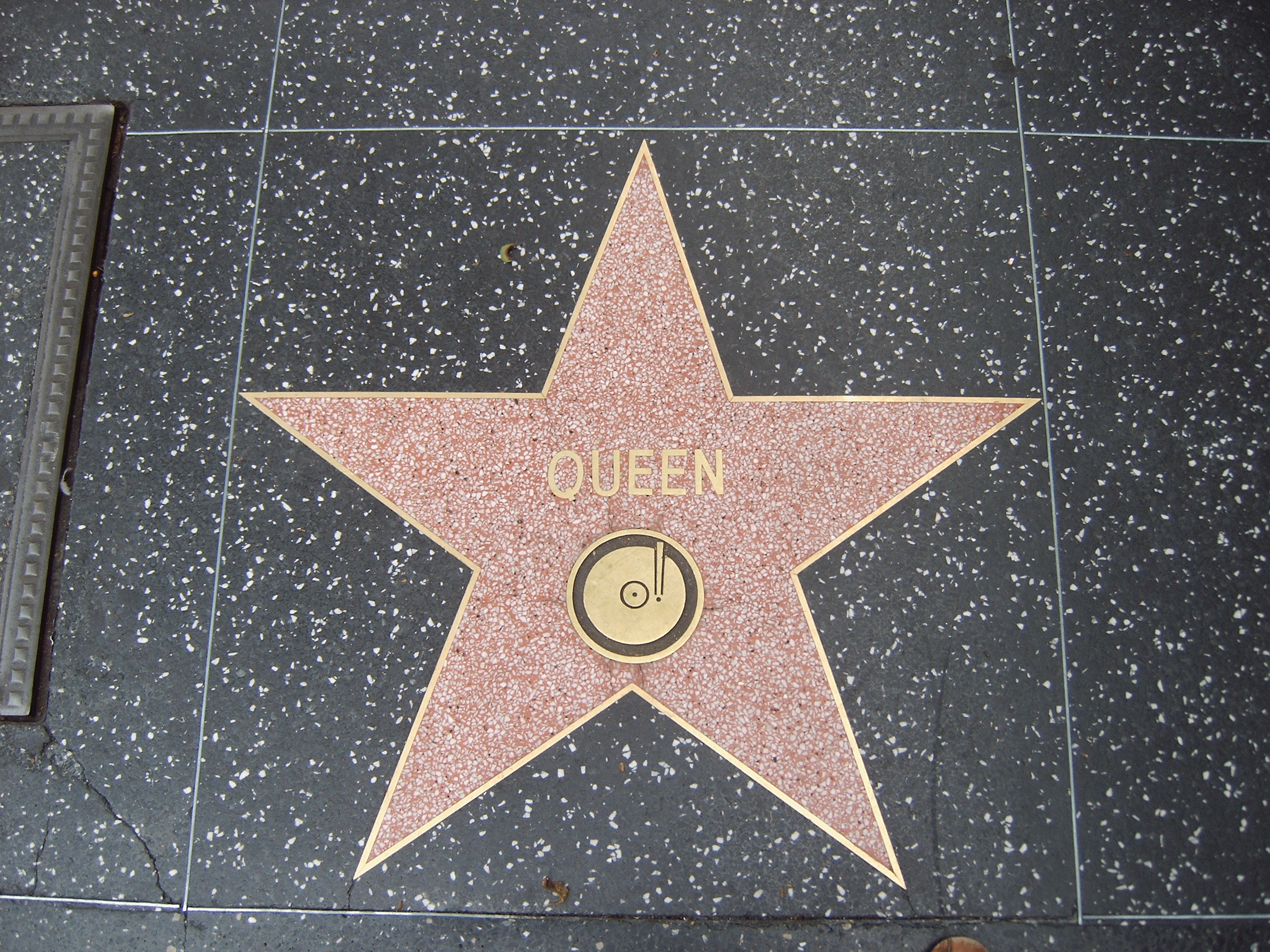
La stella dei Queen sulla Hollywood Walk of Fame

I Queen sono tra le band rock che hanno avuto il maggiore successo commerciale nella storia della musica; il gruppo ha venduto oltre 300 milioni di album; di questi, 43 milioni sono stati venduti negli Stati Uniti, 18,7 milioni nel Regno Unito, e 11 milioni in Germania. La band ha pubblicato 18 album e 18 singoli che arrivarono alla prima posizione nelle rispettive classifiche, oltre a 10 DVD che hanno avuto un buon successo. Il solo Greatest Hits ha venduto oltre 25 milioni di copie in tutto il mondo, di cui oltre sette milioni solo nel Regno Unito, risultando l'album più acquistato in assoluto in Gran Bretagna, piazzando nella top 10 anche il loro Greatest Hits II; il primo volume ha trascorso oltre 450 settimane nelle classifiche degli album inglesi. Nel 2005, secondo il Guinness dei primati, gli album dei Queen sono stati nelle classifiche britanniche degli album per più tempo in assoluto, con 1 322 settimane, vale a dire oltre 27 anni.
Nel 2001, i quattro membri della band, che figurano tutti nelle classifiche dei migliori musicisti della storia della musica, sono entrati nella Rock and Roll Hall of Fame di Cleveland; l'anno successivo la band ha ricevuto una stella nella Hollywood Walk of Fame, nella categoria "Musica", all'indirizzo 6356 di Hollywood Boulevard. Nel 2003, i Queen sono entrati nella Songwriters Hall of Fame, unico gruppo musicale insieme ai Bee Gees, mentre nel 2004 sono entrati nella UK Music Hall of Fame. Nel 2005, la performance di 20 minuti dei Queen al Live Aid del 1985 è stata votata da un vasto numero di critici la miglior esibizione live della storia. Nel 2007, un sondaggio della BBC ha decretato i Queen come miglior gruppo rock britannico della storia seguiti dai Beatles. Inoltre, il quatetto inglese, figura al 52º posto nella lista dei 100 migliori artisti secondo Rolling Stone. I lettori di Record Collector li hanno eletti "artisti più collezionati" alle spalle dei Beatles e davanti a Elvis Presley, Led Zeppelin e The Rolling Stones. Nel 2011 hanno vinto il Global Icon Award agli MTV Europe Music Awards 2011.
Bohemian Rhapsody, nel 2002, è stata eletta dal Guinness dei primati miglior singolo britannico di tutti i tempi, mentre nel 2004 la canzone è entrata nel Grammy Hall of Fame, seguita nel 2009 da We Will Rock You e We Are the Champions; quest'ultima venne indicata da alcuni sondaggi mondiali tra le migliori canzoni al mondo. Nel 2007, un sondaggio di Q ha decretato Bohemian Rhapsody il migliore videoclip di tutti i tempi, seguito da Thriller di Michael Jackson e Cry Me a River di Timberlake.
Nel 2016, in occasione dell'unica data italiana del tour Queen + Adam Lambert, i Queen sono stati insigniti da Music Empire Awards di un premio alla carriera per il superamento dei 300 000 000 di dischi venduti nel mondo.